# Fedora Linux
Fedora (conhecido como Fedora Core antes da versão 7) é um sistema operacional(pt-BR) ou sistema operativo(pt-PT?) Linux. O sistema operacional Fedora Linux é software livre e de código aberto, e os programas disponíveis dentro de seu repositório de programas também são programas livres que aderem a uma licença livre.
O Fedora Linux existe desde 2003, e seu desenvolvimento e suporte é oferecido pela comunidade do Projeto Fedora. Após ter descontinuado o sistema operacional Red Hat Linux, a Red Hat patrocina o desenvolvimento do sistema operacional Fedora, envolvendo-se no desenvolvimento de vários programas disponíveis para o Fedora, que são eventualmente adicionados para o repositório do Red Hat Enterprise Linux, que é a distribuição Linux atual da empresa.
Desde a versão Fedora 21, há três edições disponíveis: Fedora Workstation, focado para computadores pessoais, Fedora Server para servidores, e o Fedora Cloud para servidores com foco em computação em nuvem. Também existem outras edições, chamadas de "spins", com ambientes gráficos diferentes do ambiente gráfico GNOME que acompanha o sistema operacional. Ambientes gráficos como o KDE, Xfce, LXDE, entre outros, estão disponíveis. Também existem edições para usos específicos, como o uso para computação científica, astronomia, robótica, segurança e para jogos. Novas versões do Fedora são lançadas aproximadamente a cada 6 meses.

## História

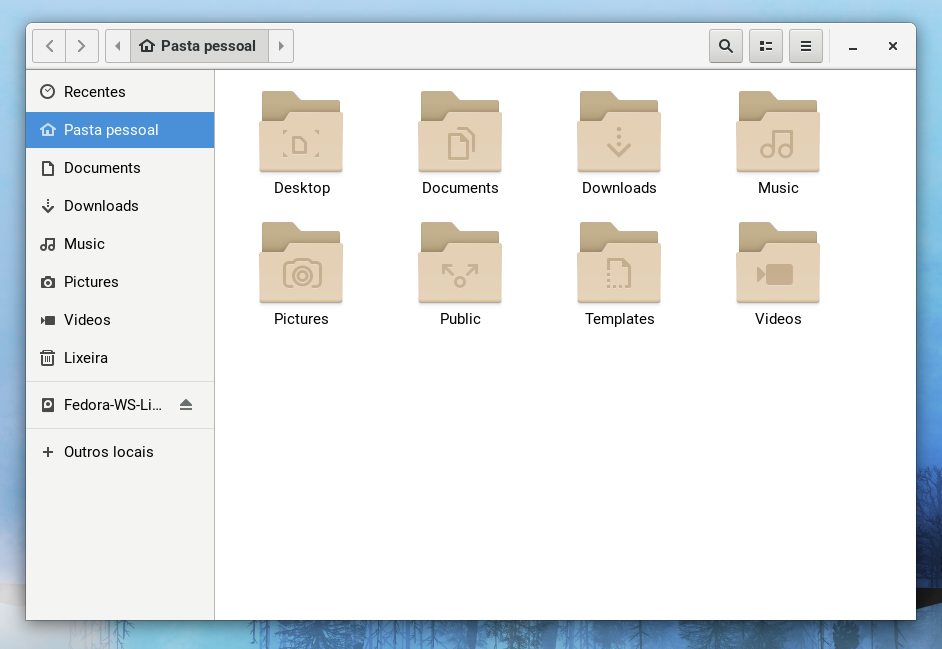
Gerenciador de arquivos Nautilus (Fedora 26)

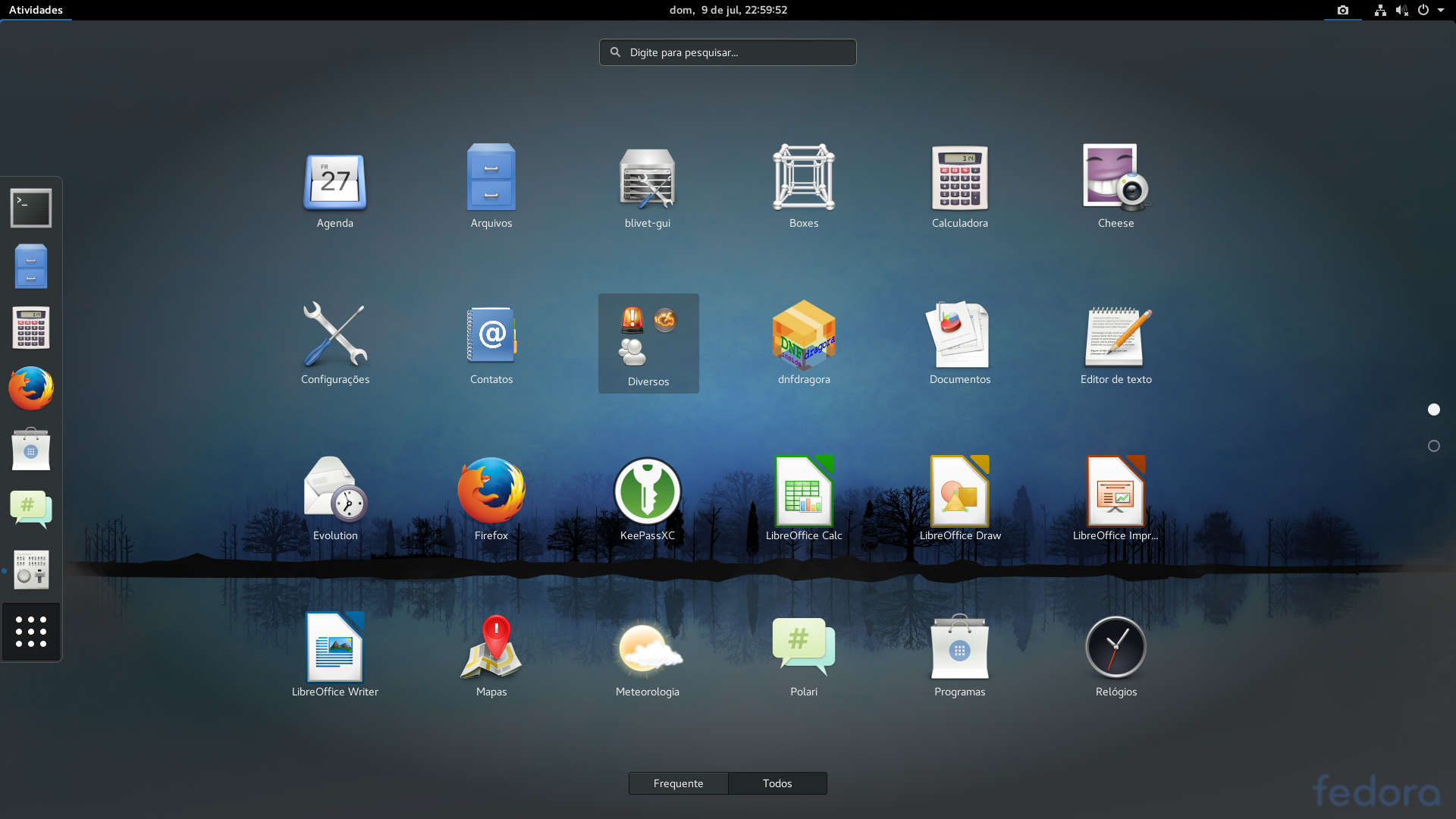
Captura de tela do Fedora 26

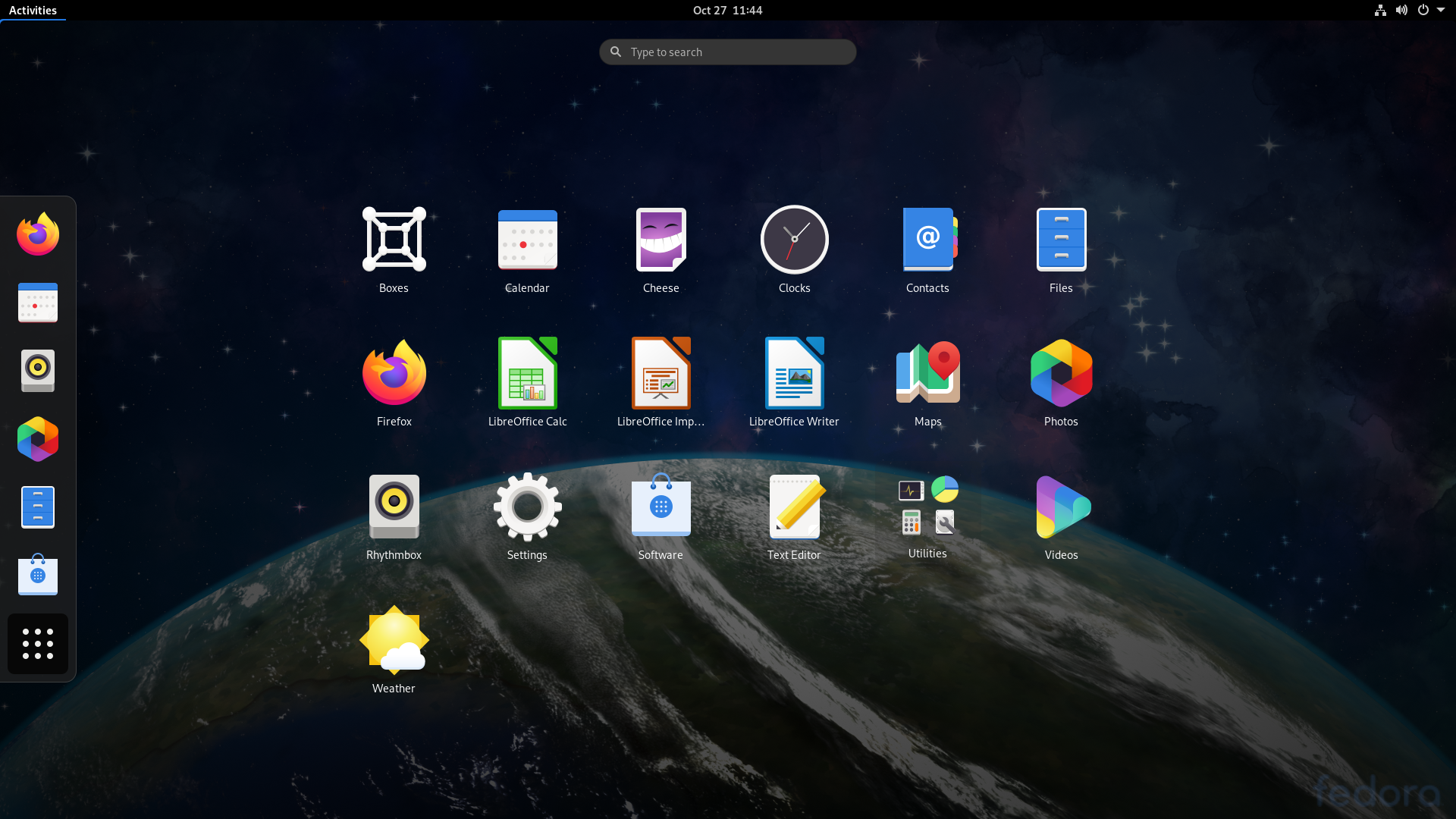
Captura de tela do Fedora 33

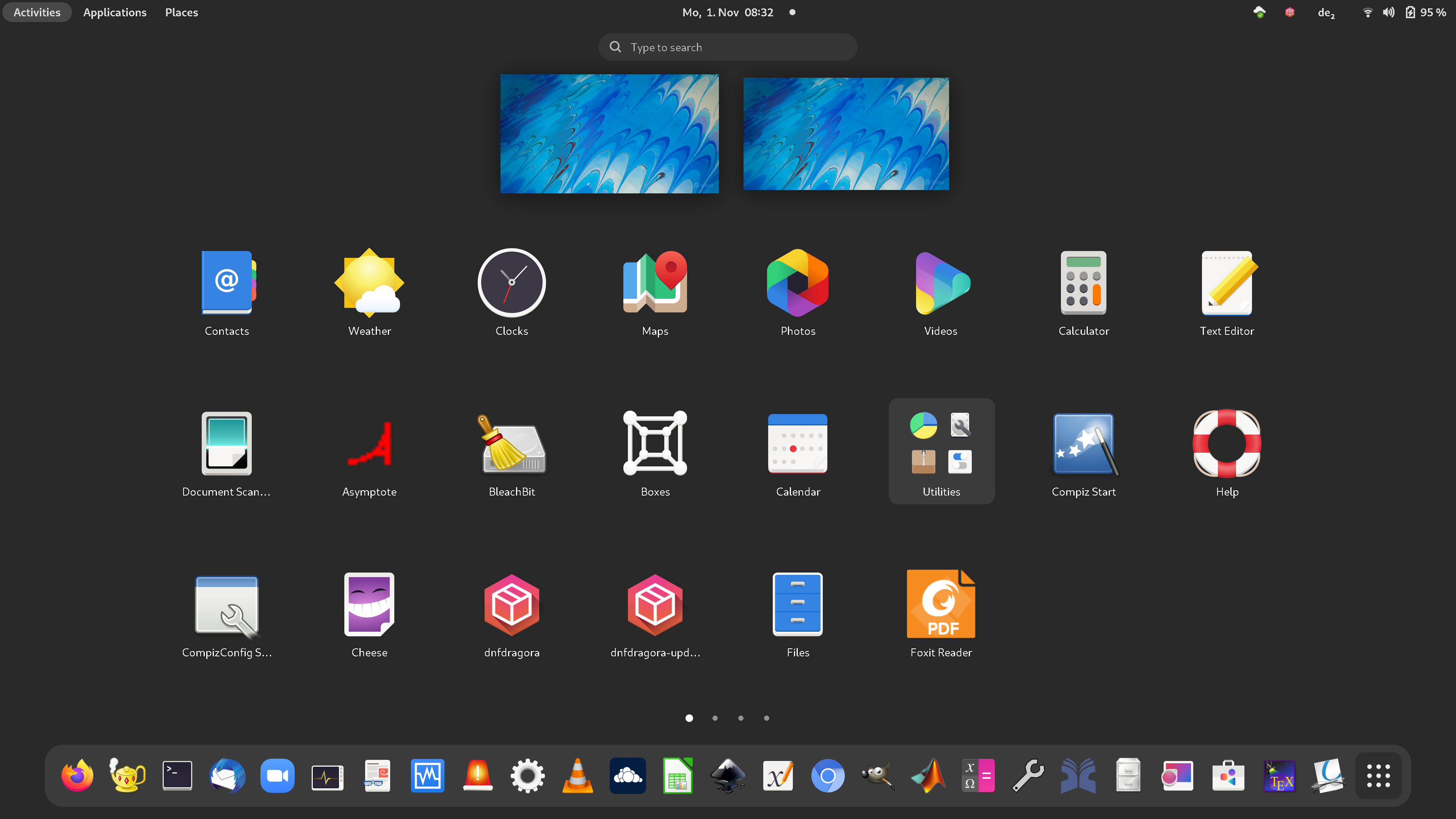
Captura de tela do Fedora 35

O nome Fedora vem de um projeto voluntário para a distribuição Red Hat Linux, que era um repositório adicional de software para a distribuição, utilizando o logo de um chapéu fedora. Organizado pelo Projeto Fedora, fundado por Warren Togami em 2002 como um projeto de graduação na Universidade do Havaí, o projeto tinha como objetivo de fornecer um confiável e bem testado repositório de softwares de terceiros para que softwares não produzidos pela Red Hat fossem mais fáceis de encontrar, desenvolver e usar. Diferente da distribuição comercial, o repositório era mantido por uma comunidade global de voluntários. O Fedora Linux acabou por ser absorvido pelo Projeto Fedora, levando consigo esta abordagem colaborativa.
O Fedora Linux foi lançado em 6 de Novembro de 2003 quando o Red Hat Linux foi descontinuado. O Red Hat Enterprise Linux (RHEL) seria a única distribuição Linux oficialmente suportada pela Red Hat, enquanto o Fedora seria uma distribuição da comunidade. O Red Hat Enterprise Linux ramifica seus lançamentos das versões do Fedora.
Antes do Fedora 7, o Fedora era chamado Fedora Core após o nome de um dos dois principais repositórios de software - Core e Extras. O Fedora Core continha todos os pacotes básicos que eram requeridos pelo sistema operacional, assim como outros pacotes que eram distribuídos junto com os CD/DVDs de instalação, e eram mantidos apenas pelos desenvolvedores da Red Hat. O Fedora Extras, o repositório secundário que havia sido incluído desde o Fedora Core 3, era mantido pela comunidade e não distribuído junto com os CD/DVDs de instalação. Após o lançamento do Fedora 7, a distinção entre o Fedora Core e o Fedora Extras foi eliminada.
Desde o lançamento do Fedora 21, como um esforço para modularizar a distribuição do Fedora e tornar o desenvolvimento mais ágil, três versões diferentes estão disponíveis: Workstation, focada no computador pessoal, Server e Atomic para servidores, Atomic sendo a versão para computação em nuvem.

## Projeto Fedora
O Fedora representa um conjunto de projetos patrocinados pela Red Hat e direcionados pelo Projeto Fedora. Estes projetos são desenvolvidos por uma comunidade internacional de pessoas focadas em prover e manter as melhores iniciativas através dos padrões livres do software de fonte aberto.
A Distribuição GNU/Linux Fedora, projeto central do Projeto Fedora, é um sistema operacional baseado no Linux, sempre gratuito para ser usado, modificado e distribuído por qualquer pessoa.
As versões testes do Fedora foram iniciadas a partir de Julho de 2003 e em Março de 2004 foi lançado a primeira versão estável do Fedora Linux.
O Fedora é um sistema que pode ser utilizado tanto em desktop quanto em servidor sendo derivado do Red Hat Linux 9.
Suas principais características são:
- Fedora é completamente gratuito e consiste em software livre ou aberto;
- Fácil utilização, mesmo para usuários inexperientes em GNU/Linux;
- Instalador Anaconda;
- Gestor de desktop GNOME , além das edições Spins, com gestor de desktop diferentes como o KDE, xfce, lxde, etc;
- Inclui diversos Drivers de periféricos atualizados, facilitando a detecção de hardwares mais novos;
- Possui diversas interfaces de configuração (Rede, Video, Som, Segurança, Teclado, Samba, Serviços e etc) facilitando a administração e configuração do sistema;
- Sistema para gerenciamento de pacotes DNF;
- Disponível ISO para gravação em formato de live CD's;
- Disponível nas arquiteturas x86, x86_64, PPC e ARM;
- Traduzido e Documentado em Português pelo Projeto Fedora Brasil.

### Marca Fedora e relação com a Red Hat
Fedora é uma marca comercial da Red Hat, Inc. O pedido de status de marca registrada da Red Hat para o nome "Fedora" foi contestado pela Cornell University e pela University of Virginia Library, criadores do software de gerenciamento de repositório digital Fedora Commons. A questão foi resolvida e as partes estabeleceram um acordo de coexistência que declarava que o projeto Cornell-UVA poderia usar o nome quando claramente associado a software de código aberto para sistemas de repositório de objetos digitais e que a Red Hat poderia usar o nome quando ele estivesse claramente associado a sistemas operacionais de computadores de código aberto.
Existe um boato sobre o Fedora ser uma distribuição beta para o Red Hat Enterprise Linux (RHEL), fato não verdadeiro. O que acontece na verdade é que a Red Hat o usa como base para o RHEL, pré-selecionando ferramentas e recursos que serão mais tarde incorporados ao RHEL. Existem versões para testes do RHEL no site da Red Hat. Fedora e Red Hat Enterprise Linux são distribuições distintas.

### Financiamento
O Projeto Fedora é financiado principalmente pela Red Hat .  A Red Hat quer obter a base mais completa e sólida possível para seu produto comercial Red Hat Enterprise Linux (RHEL).  O patrocínio da Red Hat, além de fornecer financiamento, é principalmente a participação de muitos funcionários da Red Hat na comunidade Fedora .  Além disso, a Red Hat fornece sua infraestrutura, como por exemplo, servidores ou salas de conferência estão disponíveis gratuitamente para o Projeto Fedora.
Além da Red Hat e particulares individuais, as empresas conhecidas como patrocinadores do Fedora são: Arrival Telecom Inc., BodHOST, Colocation America Inc., Dell Inc., Ibiblio, InterNetX GmbH, OSU Open Source Lab, proIO GmbH, ServerBeach, Technomonk Industries, a Telia Company AB e a  tummy.com ltd. Algumas dessas empresas vendem hardware com o software Fedora pré-carregado ou são usuários de distribuição.

### Conferências
O Projeto Fedora realiza várias reuniões anuais, denominadas FUDCon , onde os usuários e desenvolvedores do Fedora se reúnem por vários dias em qualquer parte do mundo. Além de palestras, painéis, reuniões e eventos sociais, os FUDCons organizam as chamadas feiras de hack(hackathon), nas quais um grupo de desenvolvedores abordam e programam uma questão específica em conjunto.

## Missão e desenvolvimento

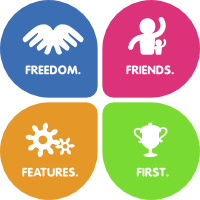
Principais valores da Comunidade Fedora: Liberdade, Amigos, Recursos e Pioneirismo

### Missão
A missão do projeto é:

O Fedora cria uma plataforma inovadora para hardware, nuvens e containers que permite aos desenvolvedores de software e membros da comunidade criar soluções personalizadas para seus usuários.
Os valores Features e First se referem a motivação a inovar, que é feita da forma mais transparente, colaborativa(Friends) e com software livre e de código aberto(Freedom) possíveis.

### Desenvolvimento
O desenvolvimento do sistema operacional e dos programas de suporte é liderado pelo Projeto Fedora, que é composto por uma comunidade de desenvolvedores e voluntários, além de funcionários da Red Hat. O Conselho é a liderança da comunidade de alto nível e o órgão de governança. Outros órgãos incluem o Comitê Gestor de Engenharia do Fedora(Fedora Engineering Steering Committee), responsável pelas decisões técnicas por trás do desenvolvimento do Fedora, e o Fedora Mindshare Committee que coordena atividades de divulgação e atividades não técnicas, incluindo representação do Fedora Worldwide, por exemplo: Programa Embaixadores(Ambassadors Program), e equipes CommOps, Marketing, Design e Websites.

## Características
O Fedora tem a reputação de focar em inovação, integrar novas tecnologias desde o início e trabalhar em estreita colaboração com as comunidades Linux upstream.
Ao contrário de outras distribuições Linux, não há suporte de longo prazo. O Fedora tem um ciclo de vida relativamente curto: a versão X é suportada apenas até 1 mês após a versão X + 2 ser lançada e com aproximadamente 6 meses entre a maioria das versões, significando que uma versão do Fedora geralmente é suportada por pelo menos 13 meses, possivelmente mais. Usuários do Fedora podem atualizar de versão para versão sem precisar reinstalar.
O ambiente de desktop padrão no Fedora é o GNOME e a interface de usuário padrão é o GNOME Shell. Outros ambientes de desktop, incluindo o KDE Plasma, o Xfce, o LXDE, o MATE e o Cinnamon, estão disponíveis e podem ser instalados.  Desde o lançamento do Fedora 25, o sistema operacional usa como padrão o protocolo do servidor de exibição Wayland, que substituiu o X Window System.

### Gerenciamento de pacotes
O Fedora usa o sistema de gerenciamento de pacotes RPM, usando o DNF como uma ferramenta para gerenciar os pacotes RPM. O DNF usa libsolv, um resolvedor de dependência externo. O Flatpak também é suportado por padrão, e o suporte para os snaps do Ubuntu também pode ser adicionado. O Fedora usa o Delta RPM ao atualizar os pacotes instalados para fornecer atualização Delta. Um Delta RPM contém a diferença entre uma versão antiga e uma nova de um pacote. Isso significa que apenas as alterações entre o pacote instalado e o novo são baixadas, reduzindo o tráfego de rede e o consumo de largura de banda.

### Software
O Fedora vem com uma ampla gama de softwares instalados, como o LibreOffice e o Firefox. Software adicional está disponível nos repositórios de software e pode ser instalado usando o gerenciador de pacotes DNF ou o GNOME Software.

#### Repositórios de terceiros
Repositórios extras podem ser adicionados ao sistema, para que softwares não disponíveis no Fedora possam ser instalados facilmente. O software que não está disponível através dos repositórios oficiais do Fedora, seja porque não atende à definição de software livre do Fedora ou porque sua distribuição pode violar as leis dos EUA, pode ser instalado usando repositórios de terceiros.
Os repositórios populares de terceiros incluem repositórios gratuitos e não livres do RPM Fusion e Third Party Software Repositories, que habilitam os usuários a instalar softwares populares como drivers NVIDIA e Steam. O Fedora também fornece aos usuários avançados um sistema de compilação fácil de usar para criar seus próprios repositórios em formato RPM chamado Copr.

### Segurança
O Fedora usa o Security-Enhanced Linux por padrão, que implementa uma variedade de políticas de segurança, incluindo controles de acesso obrigatórios, que o Fedora adotou desde o início. O Fedora fornece hardening wrapper e fortalece todos os seus pacotes usando recursos do compilador, como o PIE (position-independent executable).

### Arquiteturas
O x86-64 e o ARM-hfp são as principais arquiteturas suportadas pelo Fedora. Pidora e FedBerry eram distribuições especializadas do Fedora para o Raspberry Pi, agora o Fedora ARM suporta o Rasperry Pi, bem como outros dispositivos ARM e SBC. A partir da versão 26, o Fedora também suporta ARM AArch64, IBM Power64, IBM Power64le, mipselel, mipsel, IBM Z ("s390x"), MIPS-64el, MIPSel, RISC-V e Intel i686 como arquiteturas secundárias (sendo i686 primário até a liberação 25).

## Versões
Possui três versões principais: Fedora Workstation, Fedora Server e Fedora Atomic.

### Fedora Workstation
Tem como alvo usuários que desejam um sistema operacional confiável, amigável e poderoso para o seu laptop ou computador de mesa. Ele vem com o GNOME por padrão, mas outros desktops podem ser instalados ou podem ser instalados diretamente como Spins.

### Fedora Server
Destinado a servidores, inclui as mais recentes tecnologias de data center. Esta edição não vem com um ambiente de desktop, mas é possível instalá-lo. O Fedora 28 Server Edition inclui o Fedora Modularity, adicionando suporte para fluxos de atualização alternativos para softwares populares como o interpretador de JavaScript Node.js e a linguagem de programação Go.

### Fedora Atomic
Fornece uma imagem mínima do Fedora, que inclui apenas o essencial. Destina-se a implantação na computação em nuvem. Ele fornece imagens do Fedora Atomic Host que são imagens mínimas otimizadas para uso em contêineres.

### Rawhide
Rawhide é a árvore de desenvolvimento do Fedora. Esta é uma cópia de uma distribuição completa do Fedora onde o novo software é adicionado e testado, antes de ser incluído em uma versão estável posterior. Como tal, o Rawhide é frequentemente mais rico em recursos do que a versão estável atual. Em muitos casos, o software é feito de CVS, Subversion ou Git instantâneos de código-fonte que geralmente são desenvolvidos ativamente por desenvolvedores. Embora o Rawhide seja direcionado a usuários avançados, "testadores" e mantenedores de pacotes, ele é capaz de ser um sistema operacional primário. Os usuários interessados na ramificação Rawhide geralmente atualizam diariamente e ajudam a solucionar problemas. Os usuários de Rawhide não precisam fazer atualização(upgrade) entre versões diferentes, pois seguem um modelo de atualização contínuo(rolling release).

### Spins
O projeto Fedora distribui diferentes variações chamadas "Fedora Spins" com o Fedora com diferentes ambientes de desktop:
- Fedora Cinnamon: utiliza o ambiente de desktop Cinnamon
- Fedora KDE: utiliza o ambiente de desktop KDE
- Fedora LXDE: utiliza o ambiente de desktop LXDE
- Fedora LXQt: utiliza o ambiente de desktop LXQt
- Fedora MATE-Compiz: utiliza o ambiente de desktop MATE
- Fedora SOAS: utiliza o ambiente de desktop Sugar, específico para crianças[53]
- Fedora Xfce: utiliza o ambiente de desktop Xfce
- Fedora i3: utiliza o gerenciador de janelas i3

### Labs
Similar aos Debian blends, o Projeto Fedora também distribui variações personalizadas do Fedora chamado Fedora Labs. Estes são construídos com conjuntos específicos de pacotes de software, visando interesses específicos, como jogos, segurança, design, robótica e computação científica (que inclui SciPy, Octave, Kile, Xfig e Inkscape).
O Fedora AOS (Appliance Operating System) era um spin especializado do Fedora com um consumo reduzido de memória para uso em appliances de computador. Os appliances são pré-instalados, pré-configurados, imagens do sistema. Esse spin pretendia facilitar para qualquer um (desenvolvedores, fornecedores independentes de software (ISV), fabricantes de equipamentos originais (OEM), etc.) criar e implantar appliances virtuais.

### Alternativas
O Projeto Fedora também distribui várias outras versões com menos casos de uso do que os mencionados acima, como instaladores de rede e imagens de instalação mínimas. Estas são destinadas a casos especiais e/ou usuários especialistas que desejam ter instalações customizadas ou configurar o Fedora a partir do zero.

## Histórico das versões estáveis
| Versão | Data de lançamento     | Fim do suporte oficial  | Codinome            | Descrição                                 |
| --- | ---------------------- | ----------------------- | ------------------- | ----------------------------------------- |
| Fedora Core 1.0 | 5 de novembro de 2003  | 20 de setembro de 2004  | "Yarrow"            | Linux 2.4.22                              |
| Fedora Core 2.0 | 18 de maio de 2004     | 11 de abril de 2005     | "Tettnang"          | Linux 2.6.5, GNOME 2.6.0, KDE 3.2.2       |
| Fedora Core 3.0 | 8 de novembro de 2004  | 16 de janeiro de 2006   | "Heidelberg"        | Linux 2.6.9, GNOME 2.8.0, KDE 3.3.0       |
| Fedora Core 4.0 | 13 de junho de 2005    | 7 de agosto de 2006     | "Stentz"            | Linux 2.6.11, GNOME 2.10.0, KDE 3.4.0     |
| Fedora Core 5.0 | 20 de março de 2006    | 2 de julho de 2007      | "Bordeaux"          | Linux 2.6.15, GNOME 2.14,0, KDE 3.5.1     |
| Fedora Core 6.0 | 24 de outubro de 2006  | 7 de dezembro de 2007   | "Zod"               | Linux 2.6.18, GNOME 2.16.0, KDE 3.5.4     |
| Fedora 7.0 | 31 de maio de 2007     | 13 de junho de 2008     | "Moonshine"         | Linux 2.6.21, GNOME 2.18.0, KDE 3.5.6     |
| Fedora 8.0 | 8 de novembro de 2007  | 7 de janeiro de 2009    | "Werewolf"          | Linux 2.6.23.1, GNOME 2.20.1, KDE 3.5.8   |
| Fedora 9.0 | 13 de maio de 2008     | 10 de julho de 2009     | "Sulphur"           | Linux 2.6.25, GNOME 2.22.0, KDE 4.0.3     |
| Fedora 10 | 25 de novembro de 2008 | 18 de dezembro de 2009  | "Cambridge"         | Linux 2.6.27.5, GNOME 2.24.1, KDE 4.1.2   |
| Fedora 11 | 9 de junho de 2009     | 25 de junho de 2010     | "Leonidas"          | Linux 2.6.29.4, GNOME 2.26.0, KDE 4.2.2   |
| Fedora 12 | 17 de novembro de 2009 | 2 de dezembro de 2010   | "Constantine"       | Linux 2.6.31.5, GNOME 2.28.0, KDE 4.3.2   |
| Fedora 13 | 10 de junho de 2010    | 24 de junho de 2011     | "Goddard"           | Linux 2.6.33.3, GNOME 2.30.0, KDE 4.4.2   |
| Fedora 14 | 2 de novembro de 2010  | 9 de dezembro de 2011   | "Laughlin"          | Linux 2.6.35.6, GNOME 2.32.0, KDE 4.5.2   |
| Fedora 15 | 24 de maio de 2011     | 26 de junho de 2012     | "Lovelock"          | Linux 2.6.38.6, GNOME 3.0.1, KDE 4.6.2    |
| Fedora 16 | 8 de novembro de 2011  | 12 de fevereiro de 2013 | "Verne"             | Linux 3.1, GNOME 3.2.1, KDE 4.7.2         |
| Fedora 17 | 29 de maio de 2012     | 30 de julho de 2013     | "Beefy Miracle"     | Linux 3.3.4, GNOME 3.4.1, KDE 4.8.37.3    |
| Fedora 18 | 15 de janeiro de 2013  | 14 de janeiro de 2014   | "Spherical Cow"     | Linux 3.6.10, GNOME 3.6.2, KDE 4.9.4      |
| Fedora 19 | 2 de julho de 2013     | 6 de janeiro de 2015    | "Schrödinger's Cat" | Linux 3.9.5, GNOME 3.8.3, KDE 4.10.4      |
| Fedora 20 | 17 de dezembro de 2013 | 23 de junho de 2015     | "Heisenbug"         | Linux 3.11.10, GNOME 3.10.2.1, KDE 4.11.3 |
| Fedora 21 | 9 de dezembro de 2014  | 1 de dezembro de 2015   | "Fedora 21"         | Linux 3.17.4, GNOME 3.14.2,               |
| Fedora 22 | 26 de maio de 2015     | 19 de julho de 2016     | "Fedora 22"         | Linux 4.0.4, GNOME 3.16.2                 |
| Fedora 23 | 3 de novembro de 2015  | 20 de dezembro de 2016  | "Fedora 23"         | Linux 4.2.3, GNOME 3.18                   |
| Fedora 24 | 21 de junho de 2016    | 8 de agosto de 2017     | "Fedora 24"         | Linux 4.5.7, GNOME 3.20.2                 |
| Fedora 25 | 22 de novembro de 2016 | 12 de dezembro de 2017  | "Fedora 25"         | Linux 4.8.6, GNOME 3.22.1                 |
| Fedora 26 | 11 de julho de 2017    | 29 de maio de 2018      | "Fedora 26"         | Linux 4.11, GNOME 3.24.2                  |
| Fedora 27 | 14 de novembro de 2017 | 30 de novembro de 2018  | "Fedora 27"         | Linux 4.13, GNOME 3.26.1                  |
| Fedora 28 | 1 de maio de 2018      | 28 de maio de 2019      | "Fedora 28"         | Linux 4.16, GNOME 3.28                    |
| Fedora 29 | 30 de outubro de 2018  | 26 de novembro de 2019  | "Fedora 29"         | Linux 4.18.16, GNOME 3.30.1               |
| Fedora 30 | 30 de abril de 2019    | 26 de maio de 2020      | "Fedora 30"         | Linux 5.1.15, GNOME 3.32.2                |
| Fedora 31 | 29 de outubro de 2019  | 24 de novembro de 2020  | "Fedora 31"         | Linux 5.3.7, GNOME 3.34.1                 |
| Fedora 32 | 28 de abril de 2020    | 25 de maio de 2021      | "Fedora 32"         | Linux 5.6.6, GNOME 3.36.1                 |
| Fedora 33 | 27 de outubro de 2020  | 30 de novembro de 2021  | "Fedora 33"         | Linux 5.8.15, GNOME 3.38.1                |
| Fedora 34 | 27 de abril de 2021    | 7 de junho de 2022      | "Fedora 34"         | Linux 5.11.12, GNOME 40.0                 |
| Fedora 35 | 2 de novembro de 2021  | 13 de dezembro de 2022  | "Fedora 35"         | Linux 5.14.10, GNOME 41.0                 |
| Fedora 36 | 10 de maio de 2022     | 16 de maio de 2023      | "Fedora 36"         | Linux 5.17.5, GNOME 42.0                  |
| Fedora 37 | 15 de novembro de 2022 | 5 de dezembro de 2023   | "Fedora 37"         | Linux 6.0, GNOME 43.0                     |
| Fedora 38 | 18 de abril de 2023    | 21 de maio de 2024      | "Fedora 38"         | Linux 6.2.9, GNOME 44.0                   |
| Fedora 39 | 7 de novembro de 2023  | 26 de novembro de 2024  | "Fedora 39"         | Linux 6.5.2, GNOME 45.0                   |
| Fedora 40 | 23 de abril de 2024    | 13 de maio de 2025      | "Fedora 40"         | Linux 6.8.5, GNOME 46.0                   |
| Fedora 41 | 29 de outubro de 2024  | 11 de novembro de 2025  | "Fedora 41"         | Linux 6.11, GNOME 47.0                    |
| Fedora 42 | 22 de abril de 2025    | TBA                     | "Fedora 42"         | Linux 6.14, GNOME 48.0                    |
| Legenda:Versão antigaVersão mais antiga, ainda mantidaVersão mais recenteVersão de prévia mais recenteLançamento futuro |                        |                         |                     |                                           |

## Galeria

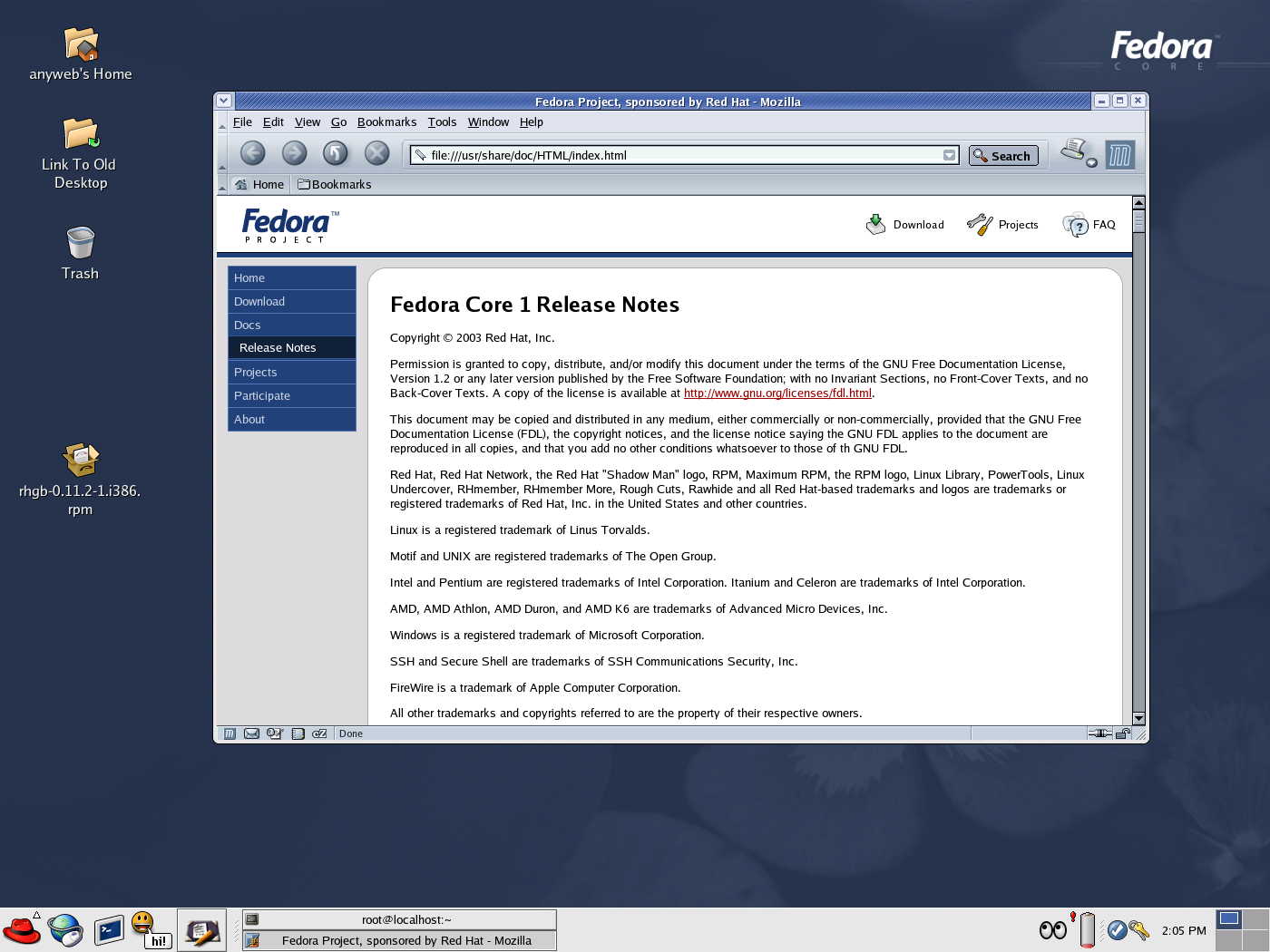
Fedora Core 1 (Yarrow)
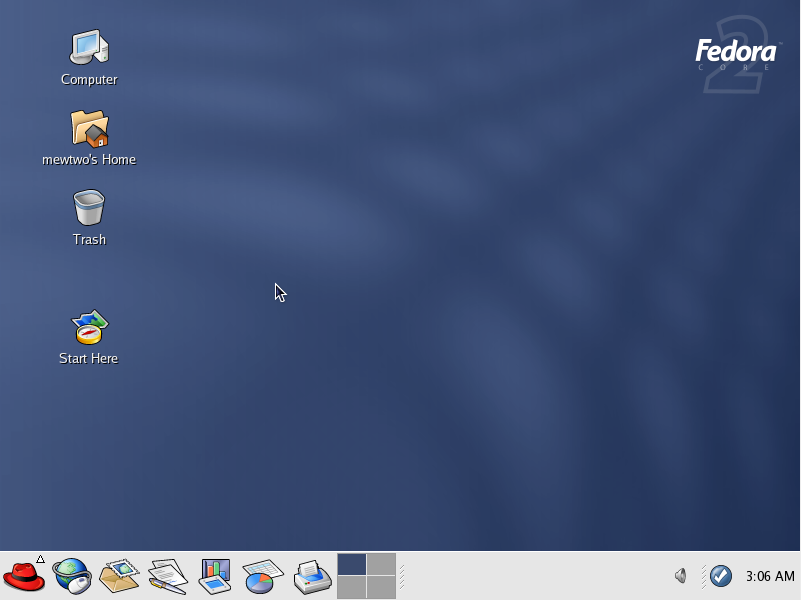
Fedora Core 2 (Tettnang)
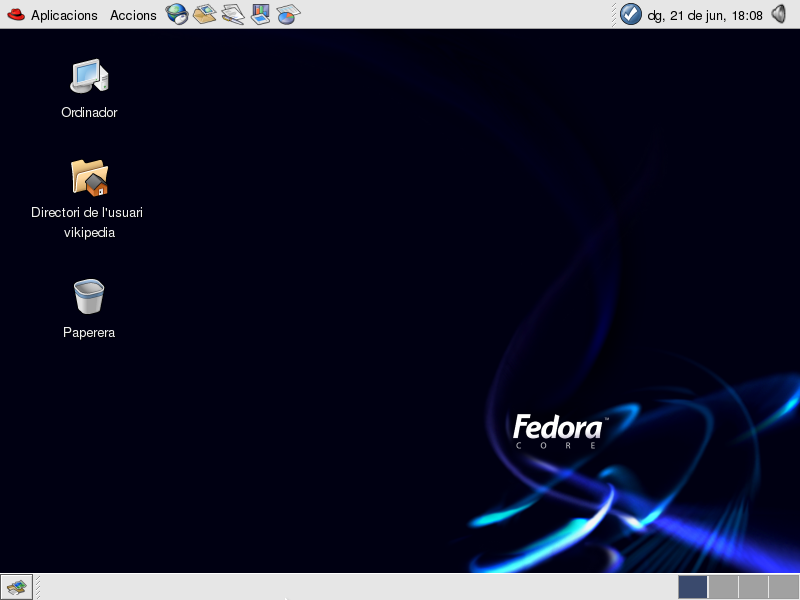
Fedora Core 3 (Heidelberg)
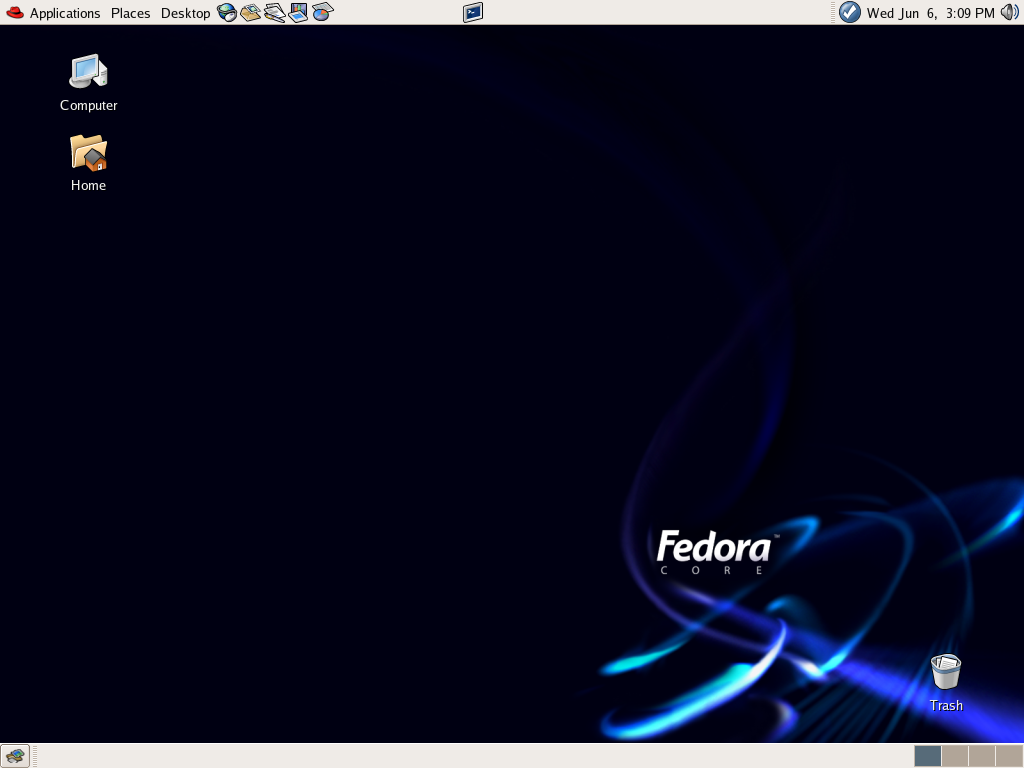
Fedora Core 4 (Stentz)
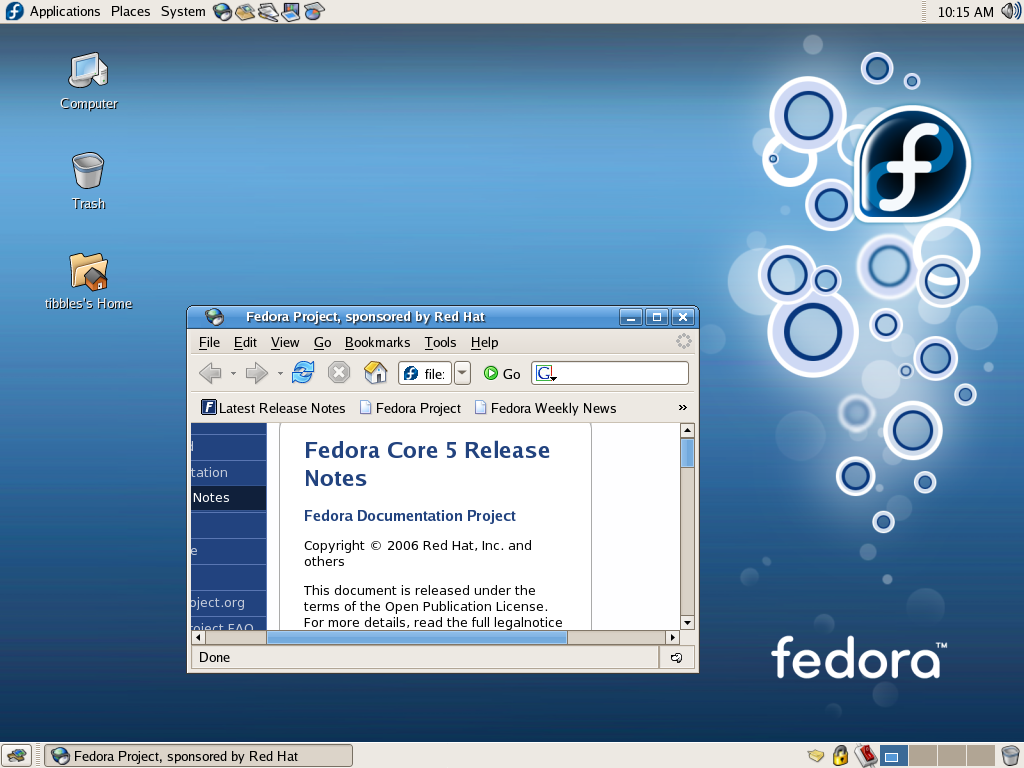
Fedora Core 5 (Bordeaux)
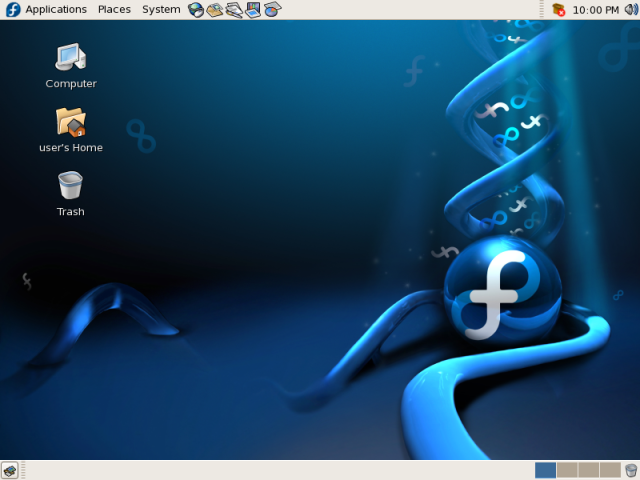
Fedora Core 6 (Zod)
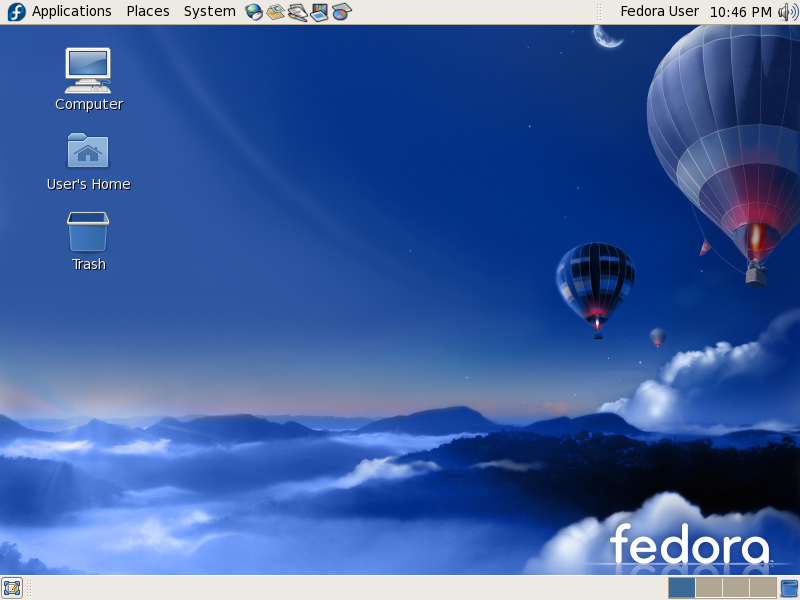
Fedora 7 (Moonshine)
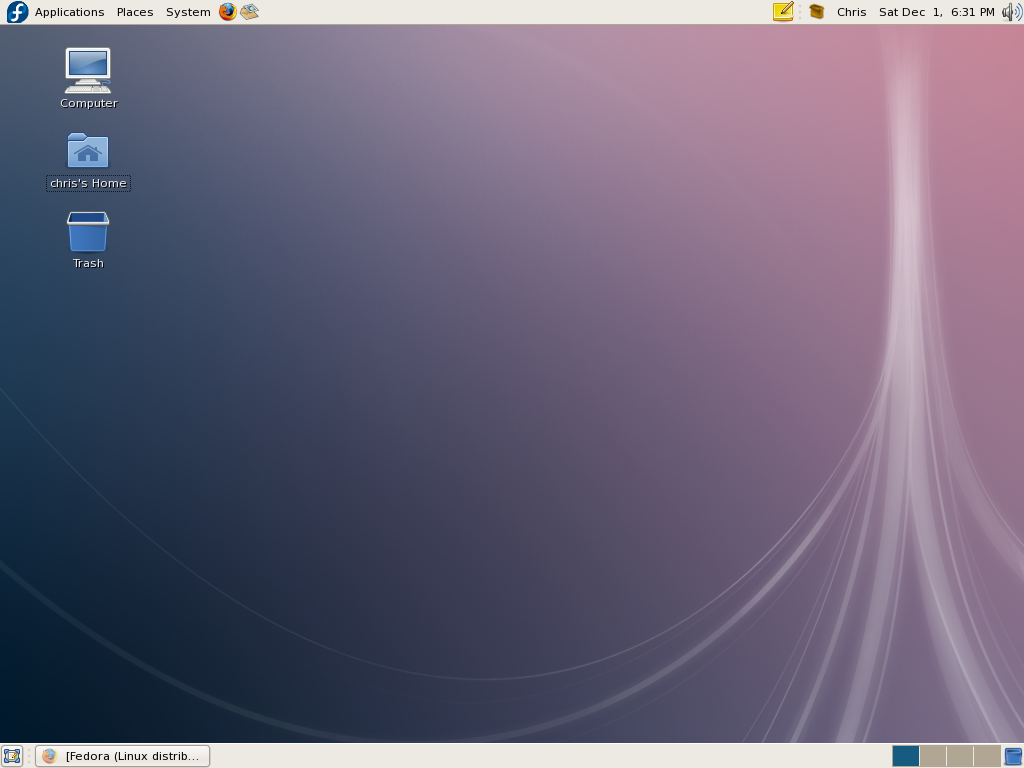
Fedora 8 (Werewolf)
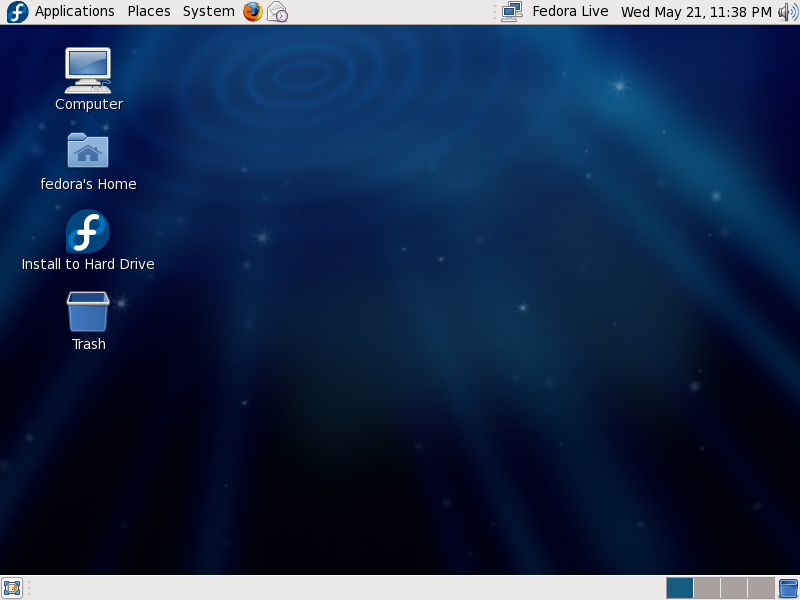
Fedora 9 (Sulphur)
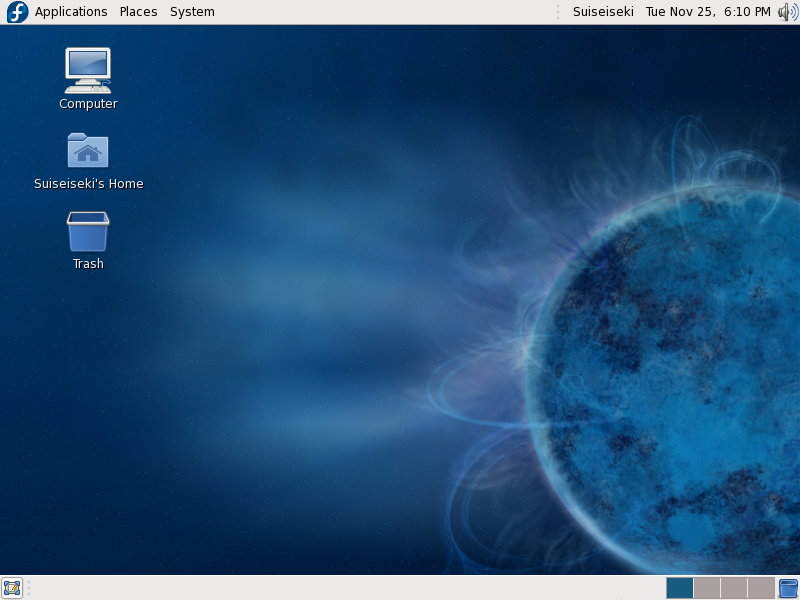
Fedora 10 (Cambridge)
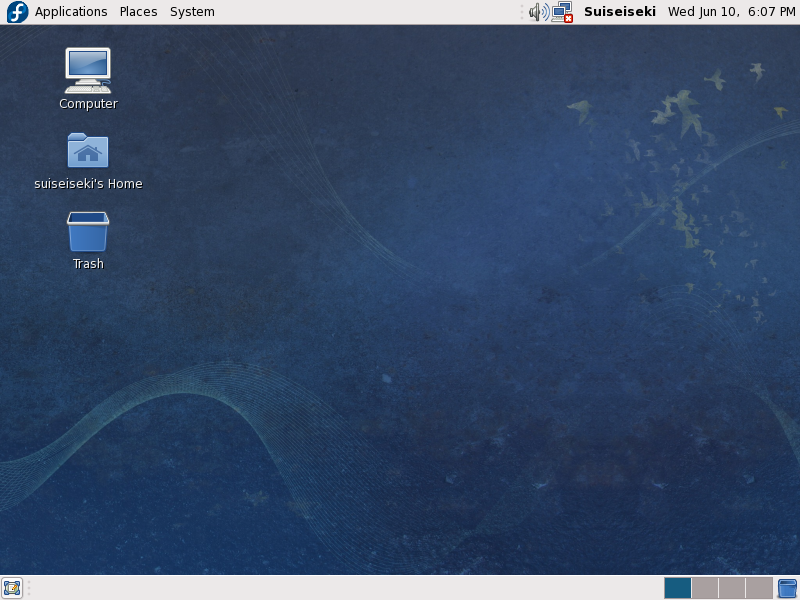
Fedora 11 (Leonidas)
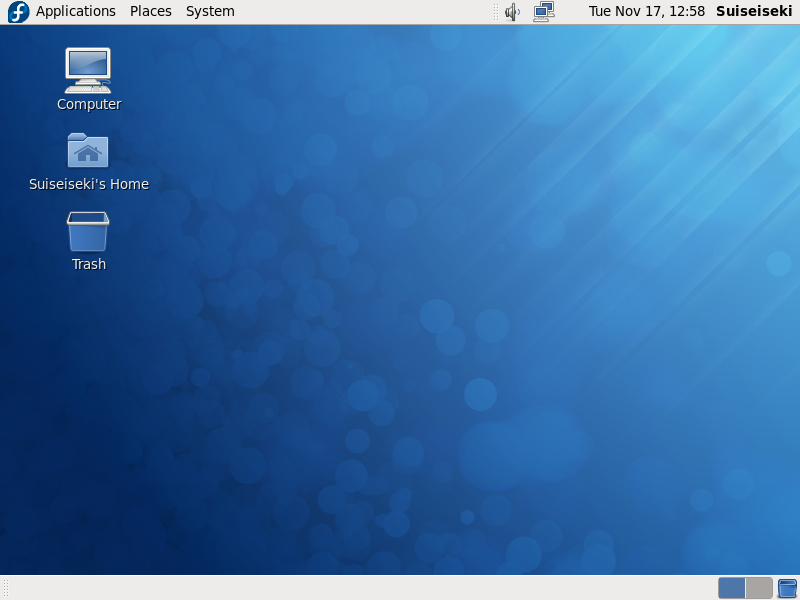
Fedora 12 (Constantine)
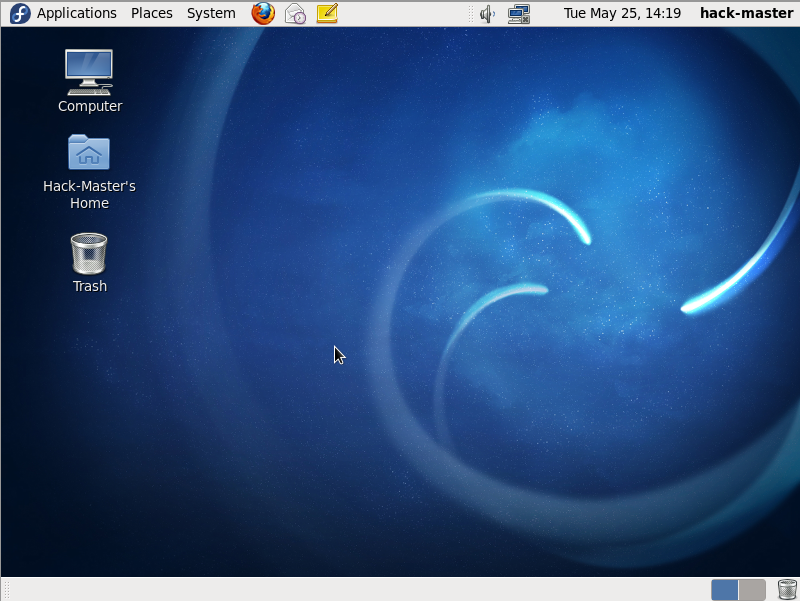
Fedora 13 (Goddard)
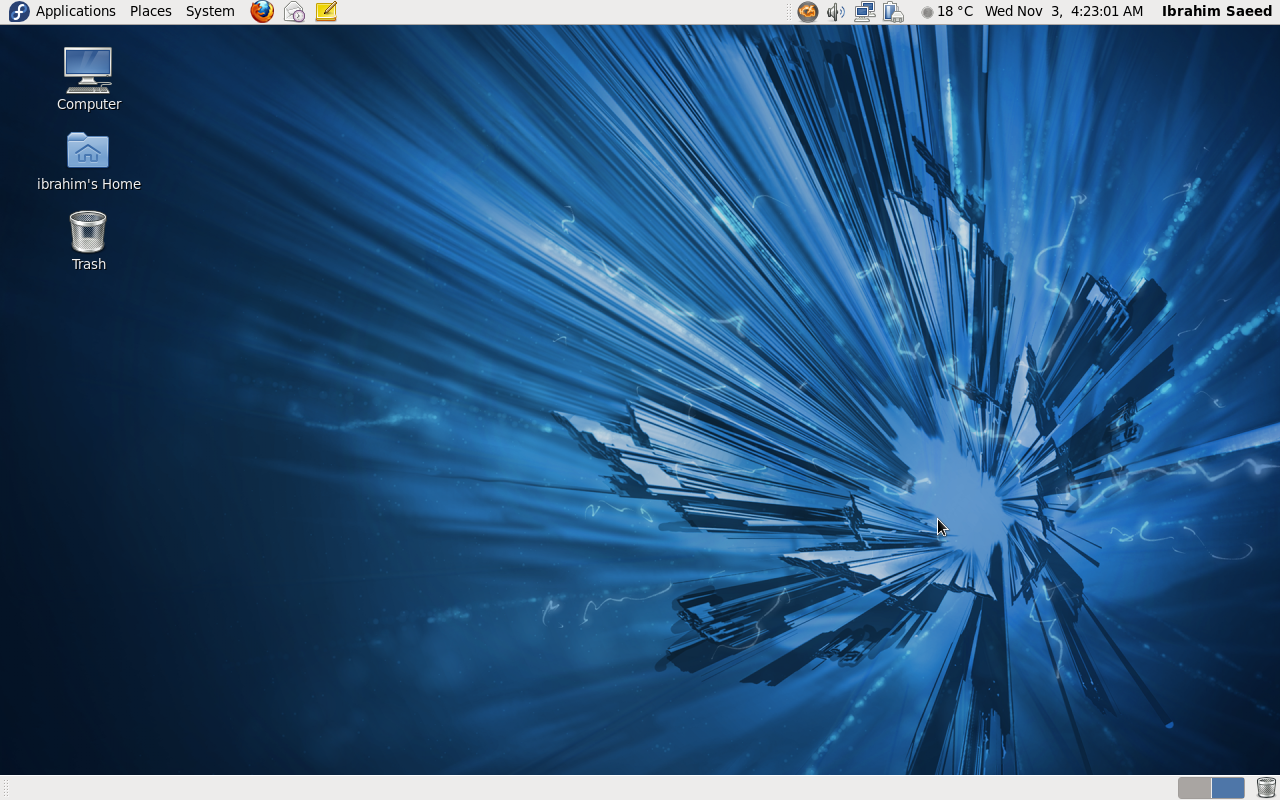
Fedora 14 (Laughlin)
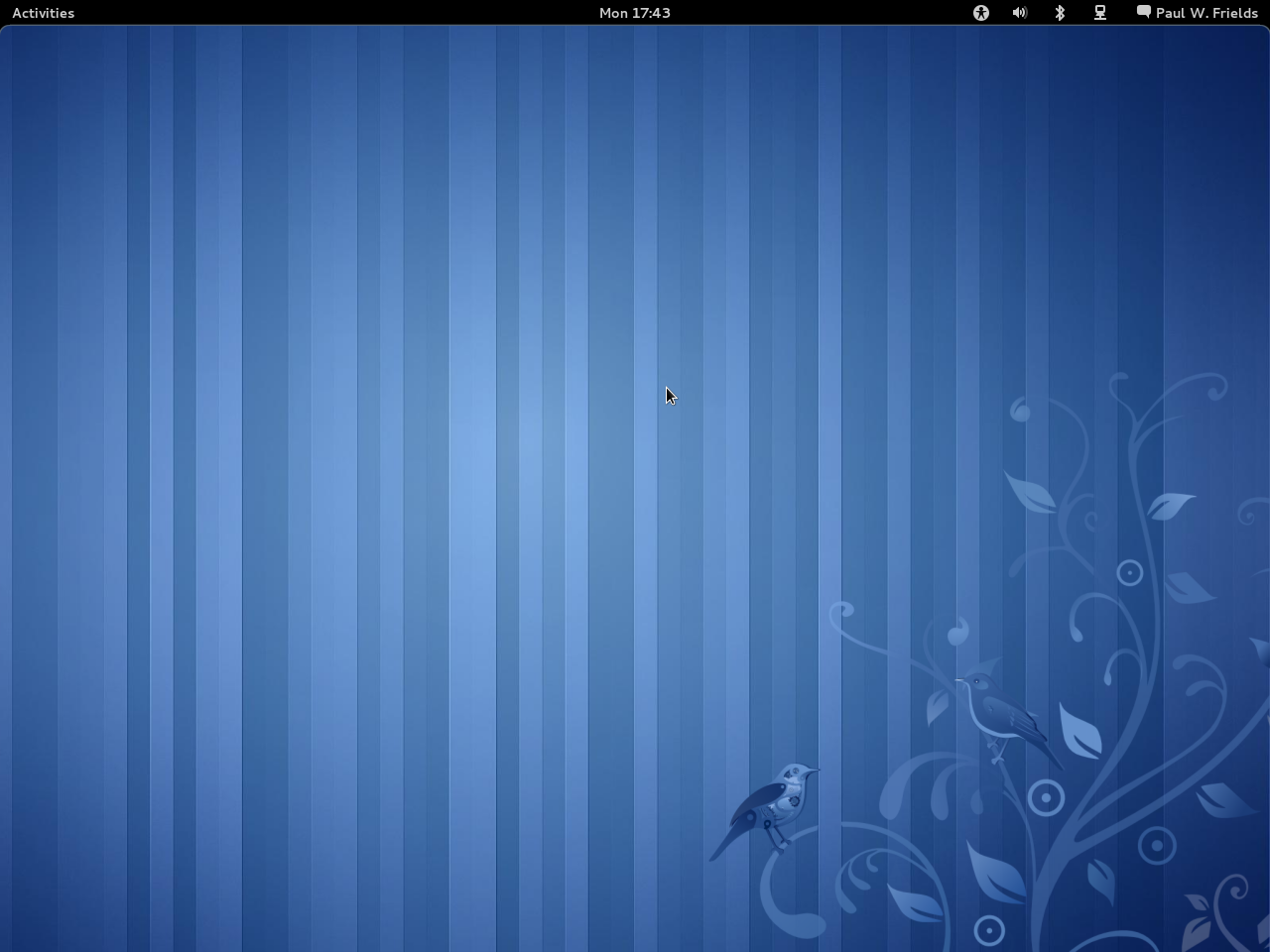
Fedora 15 (Lovelock)
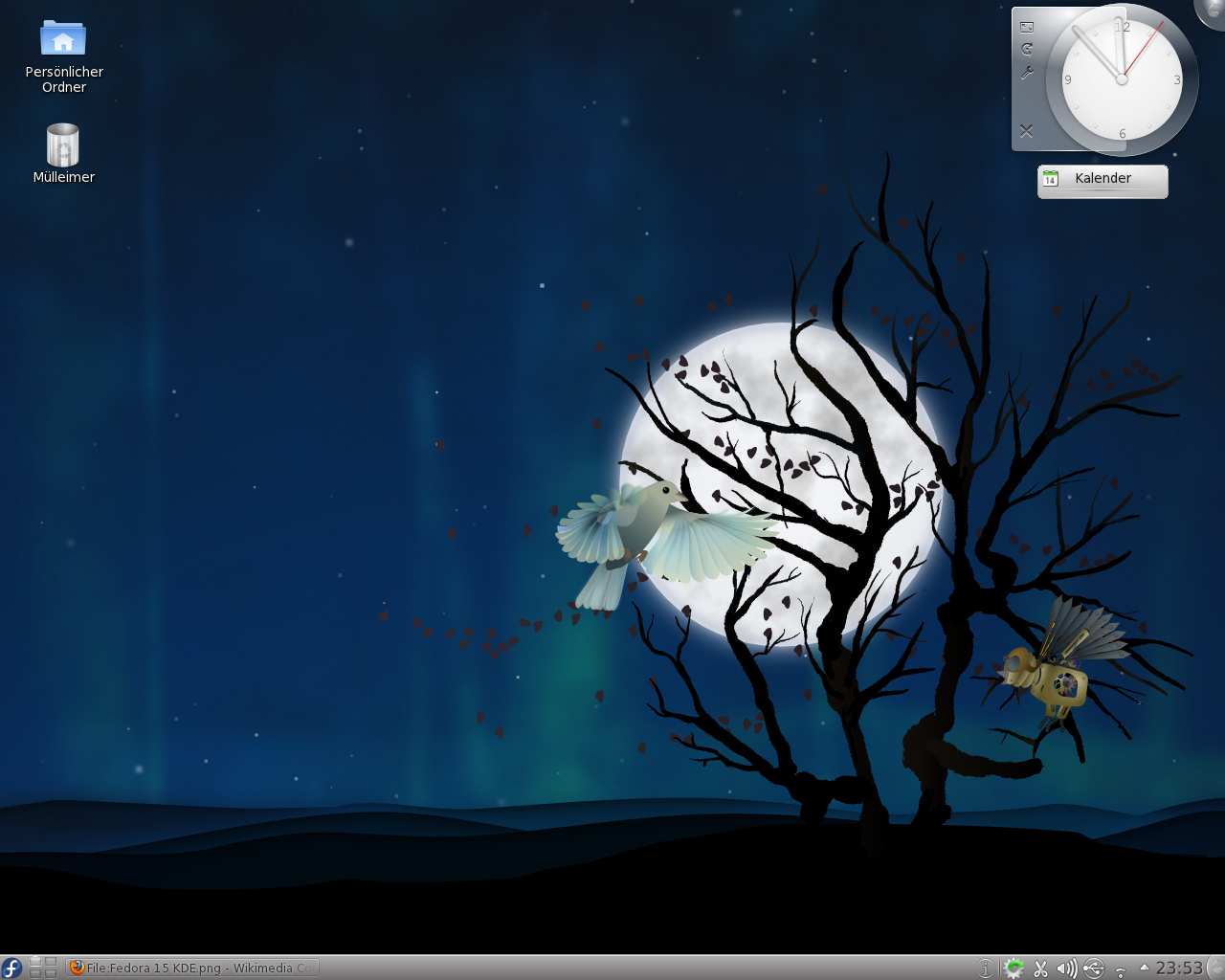
Fedora 15 com KDE (Lovelock)
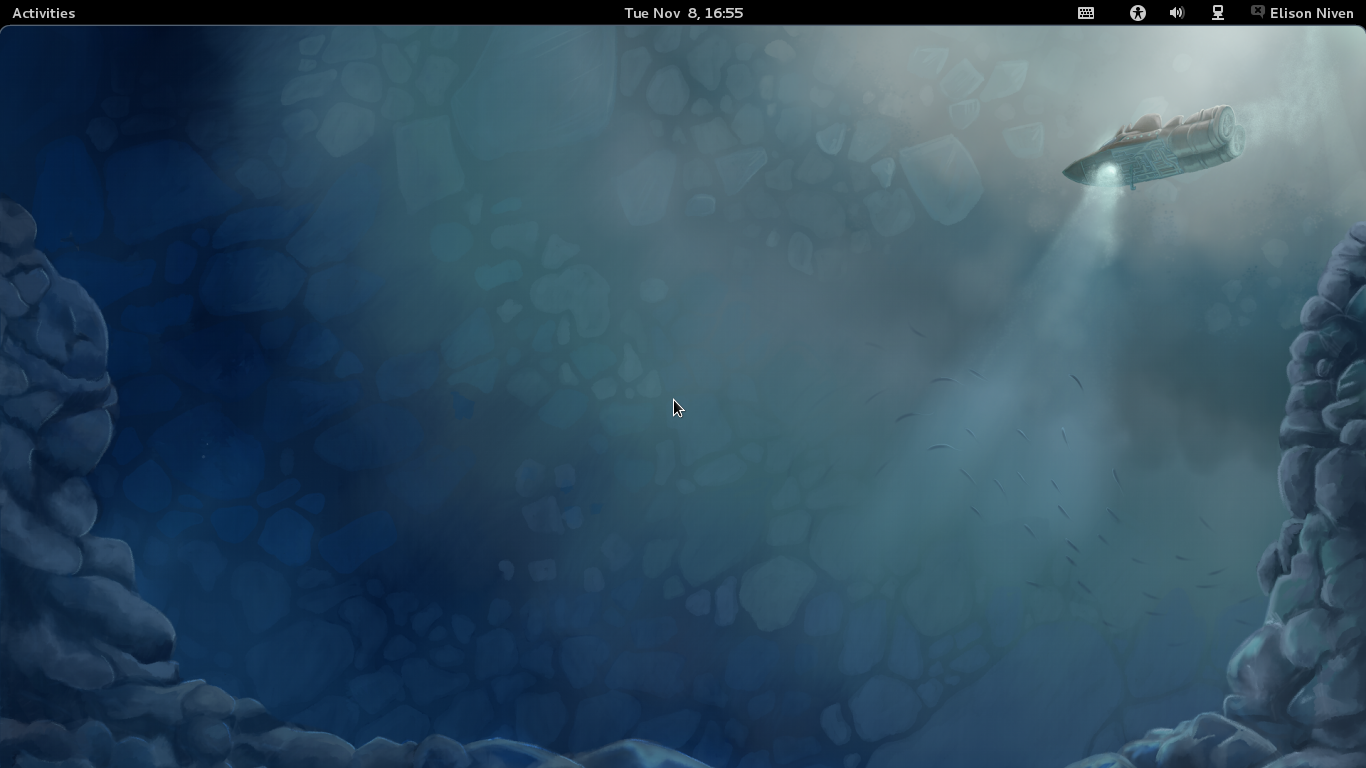
Fedora 16 (Verne)
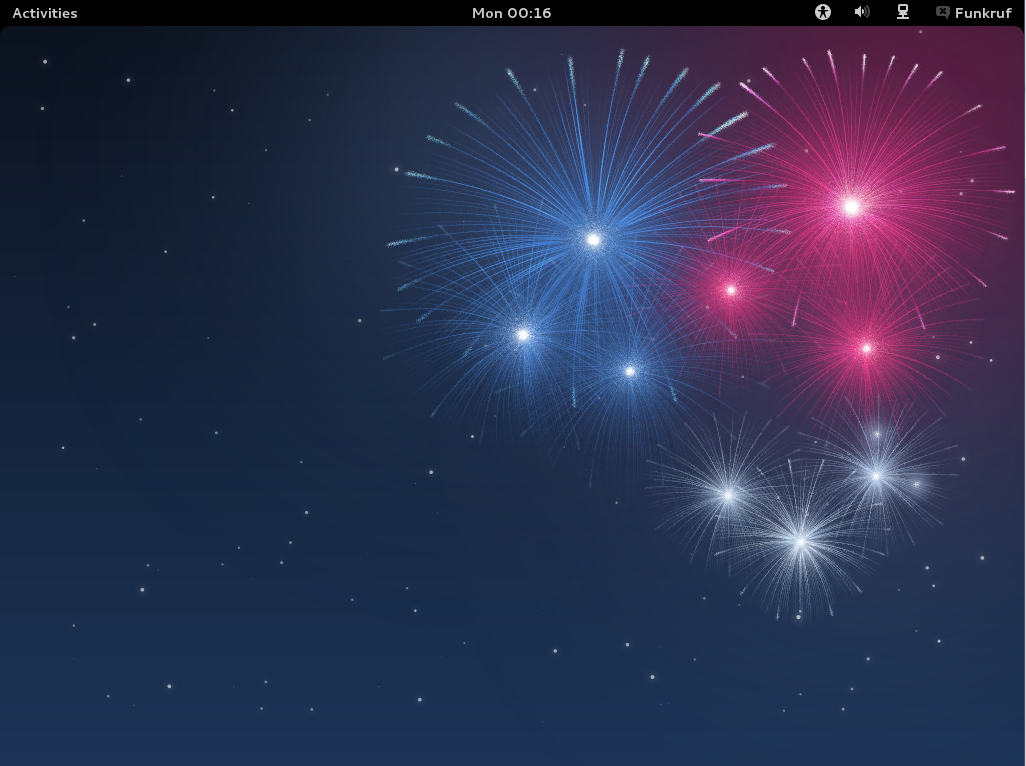
Fedora 17 (Beefy Miracle)
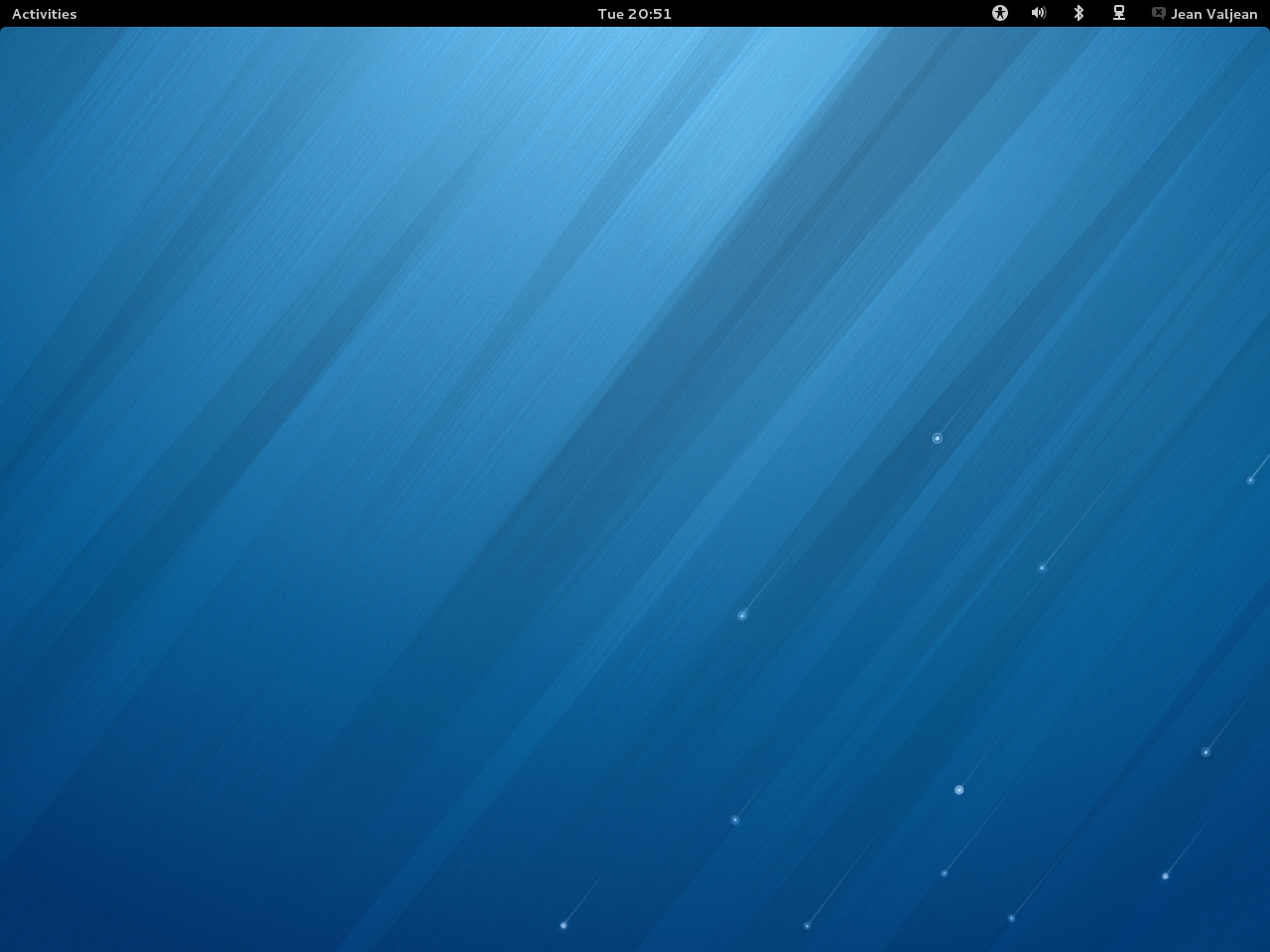
Fedora 18 (Spherical Cow)
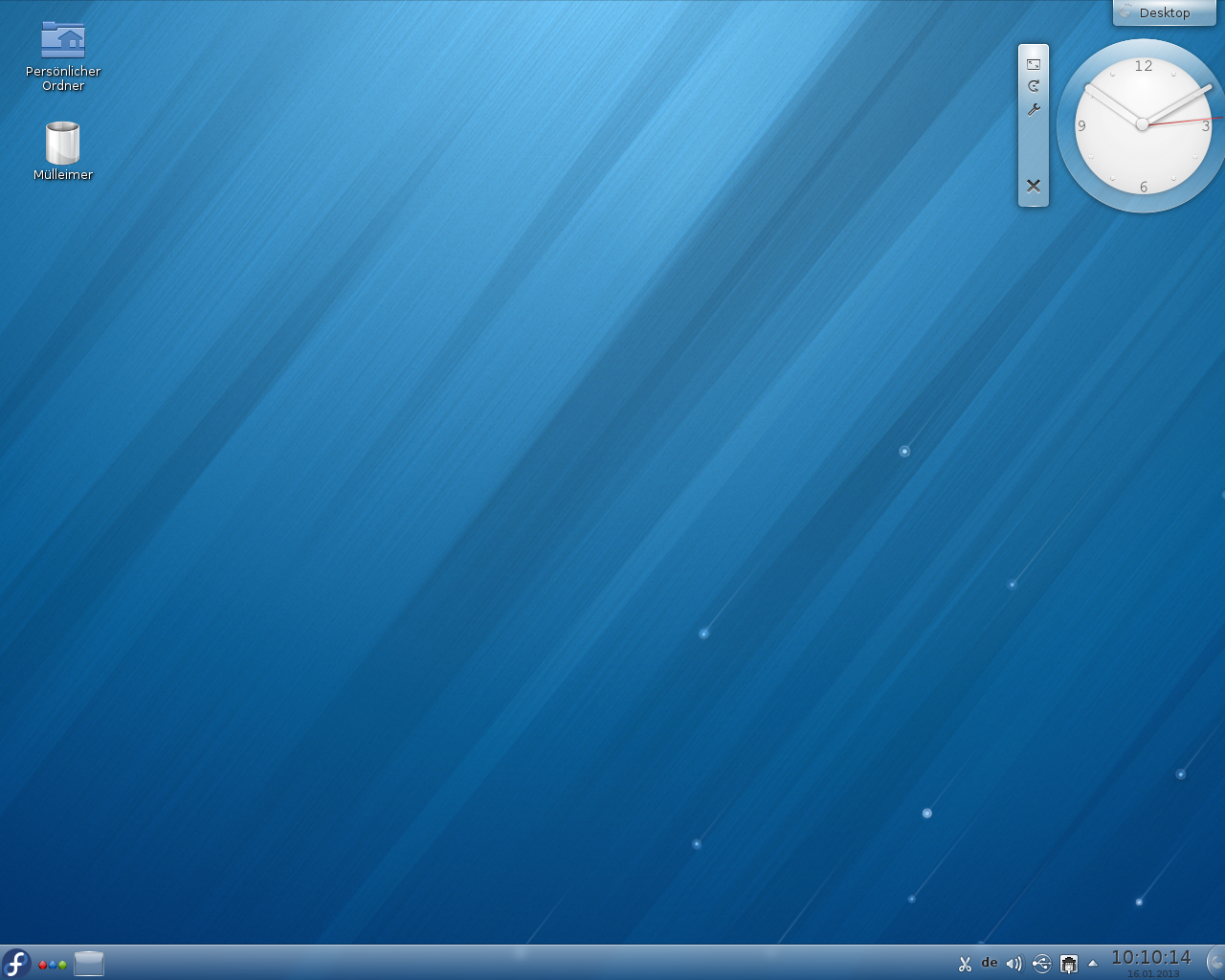
Fedora 18 com KDE (Spherical Cow)
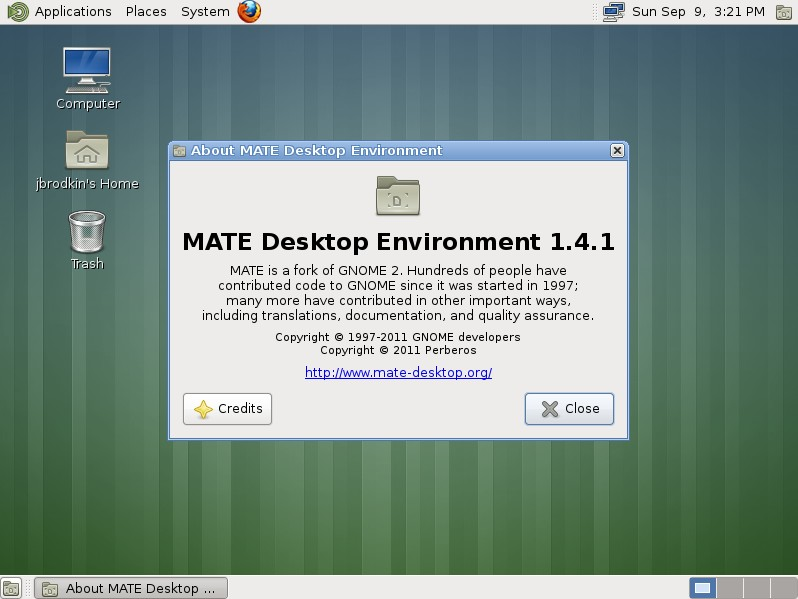
Fedora 18 com Mate (Spherical Cow)
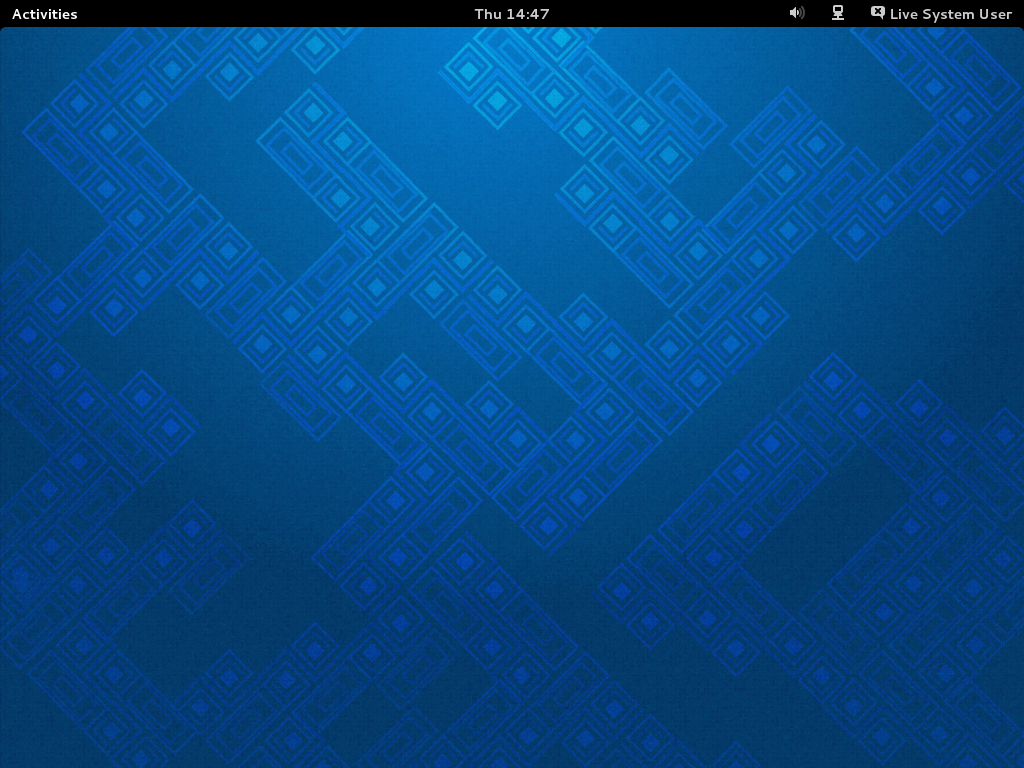
Fedora 19 (Schrödinger’s Cat)
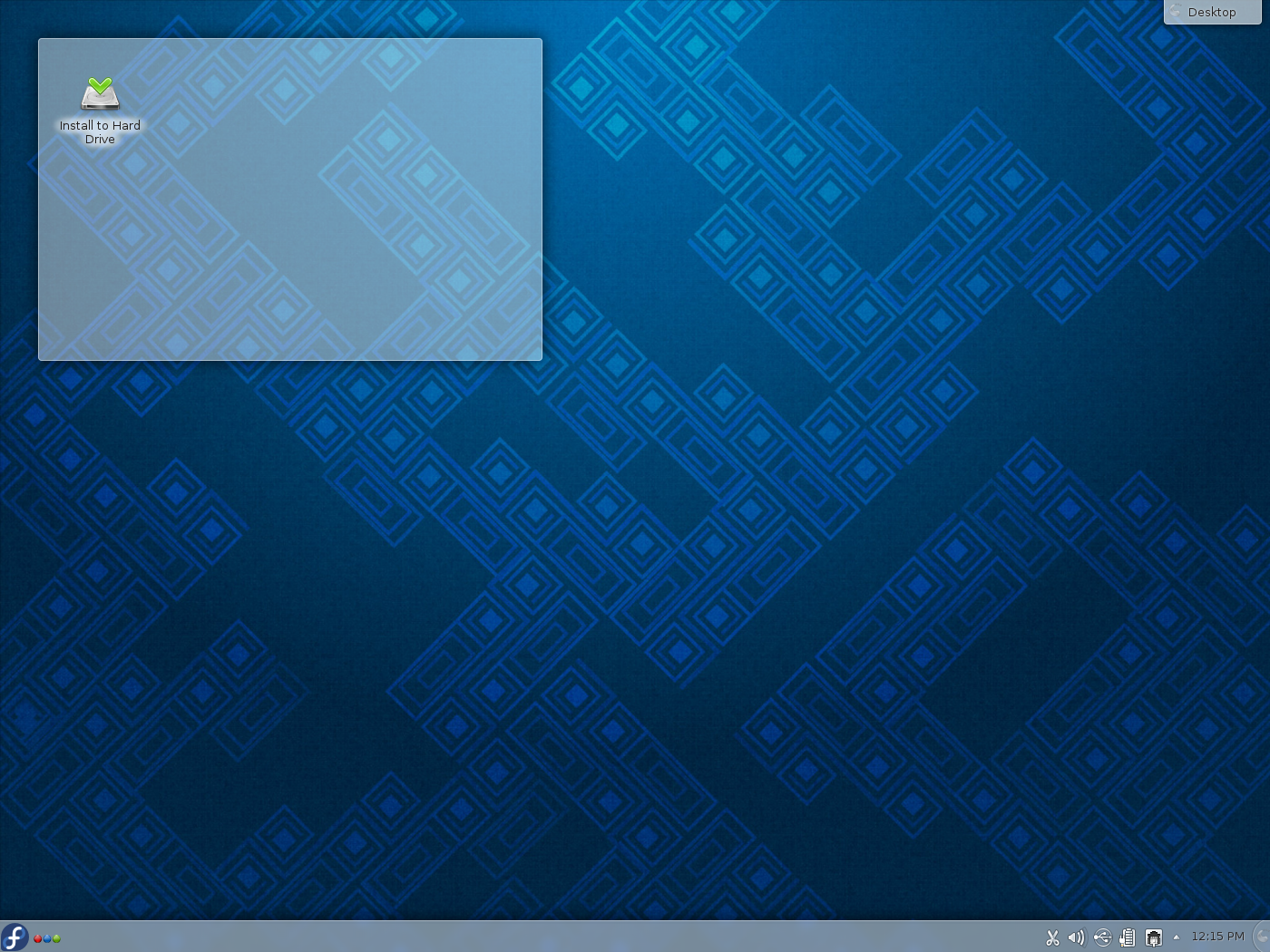
Fedora 19 com KDE (Schrödinger’s Cat)
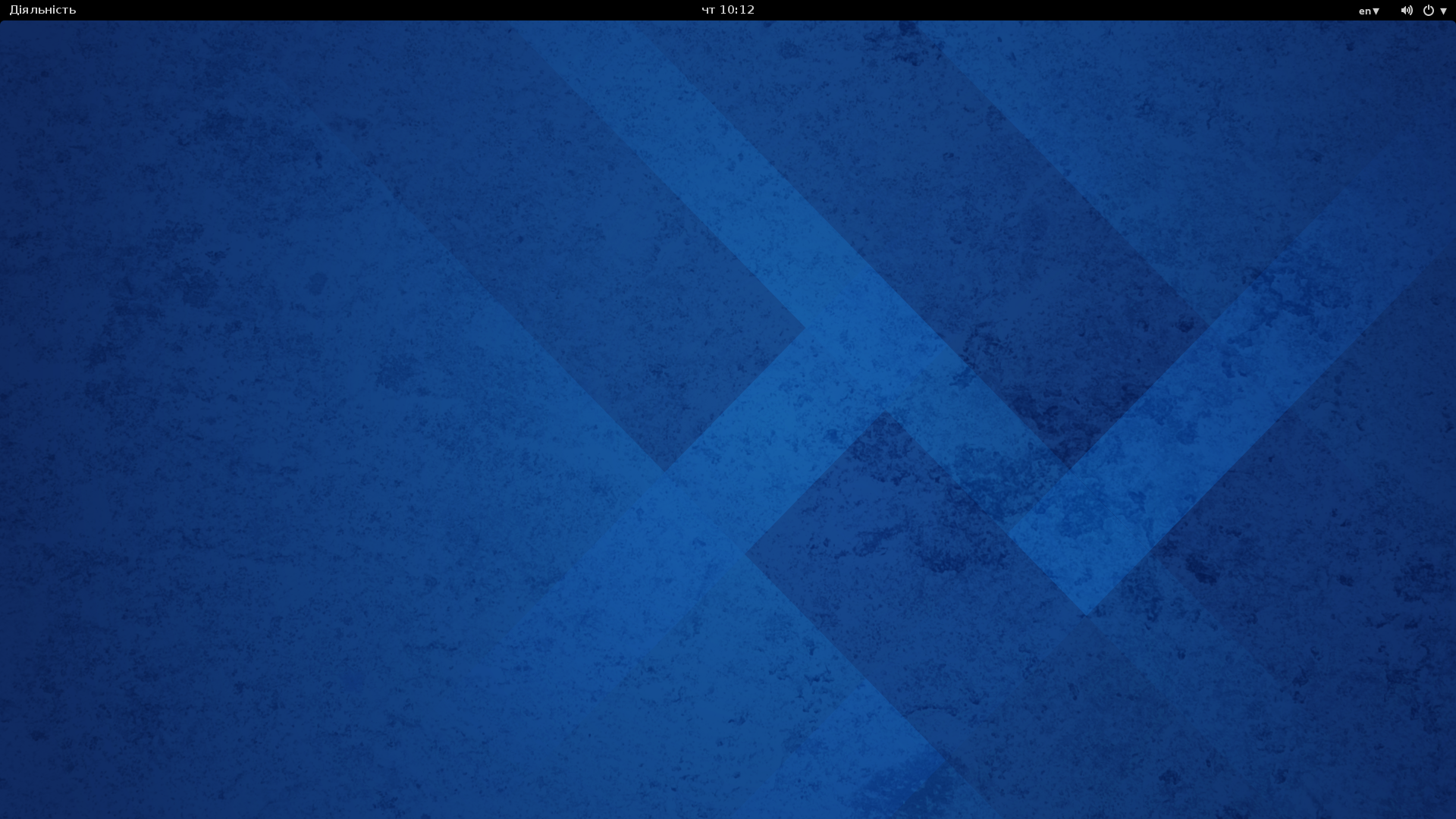
Fedora 20 (Heisenbug)
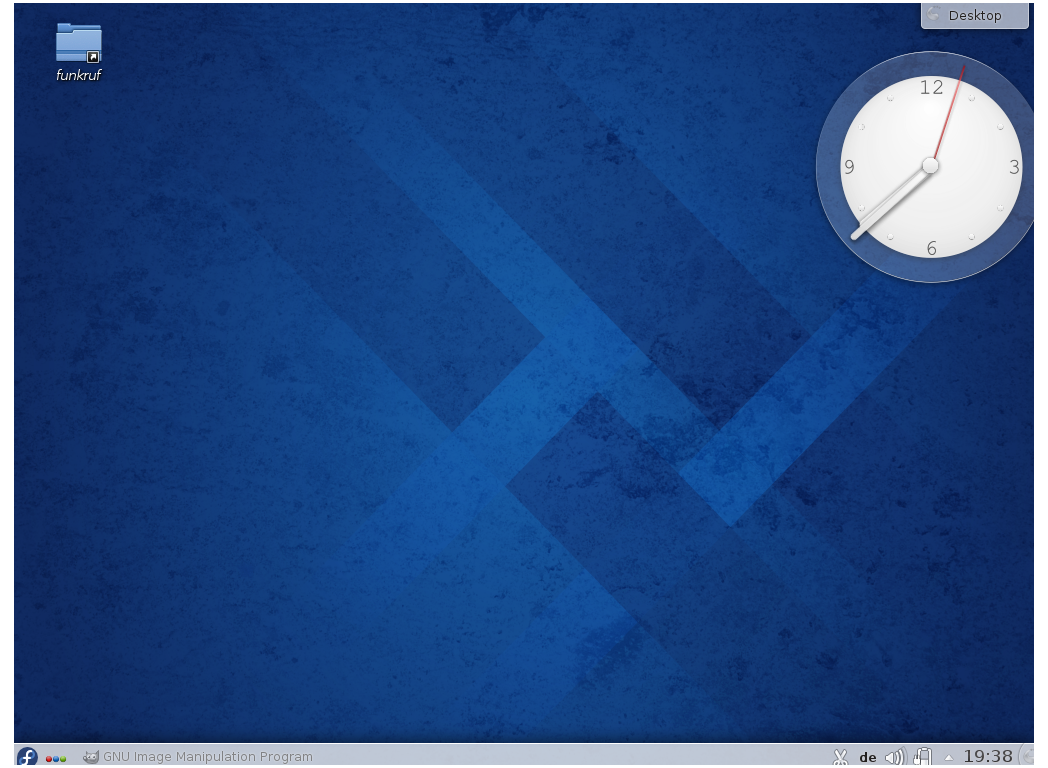
Fedora 20 com KDE (Heisenbug)
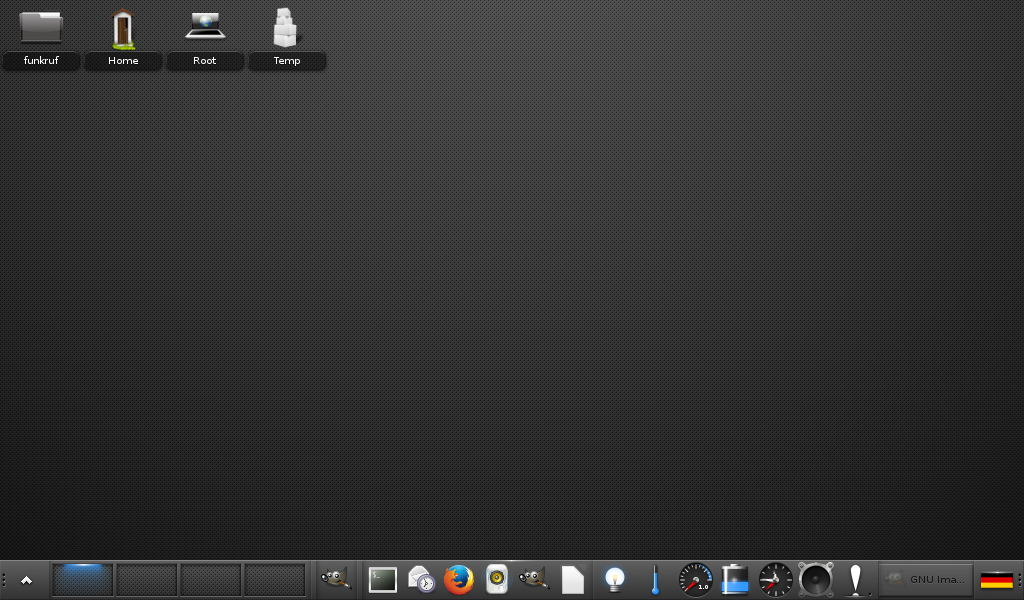
Fedora 20 com Enlightenment (Heisenbug)
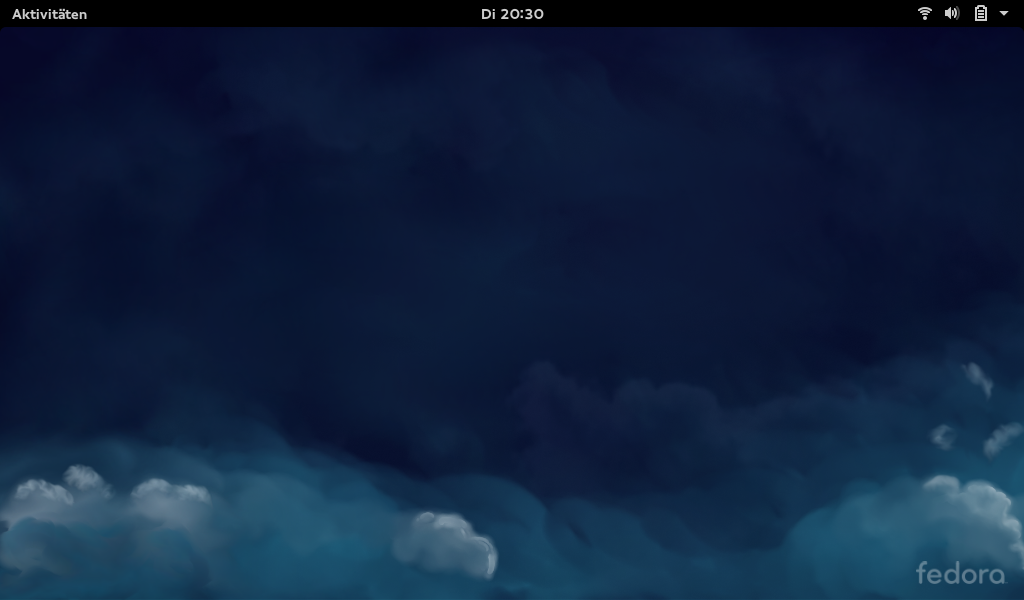
Fedora 21
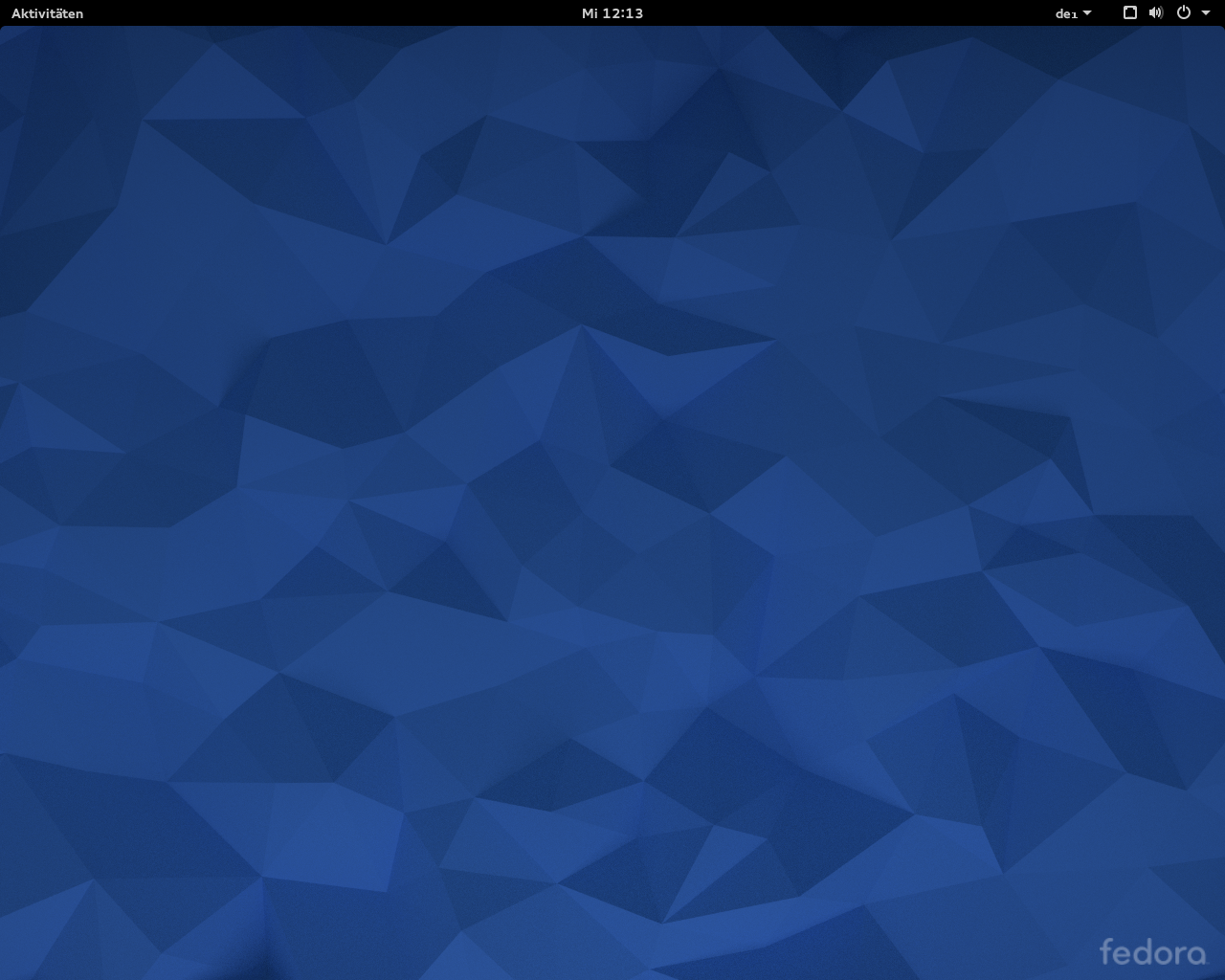
Fedora 22
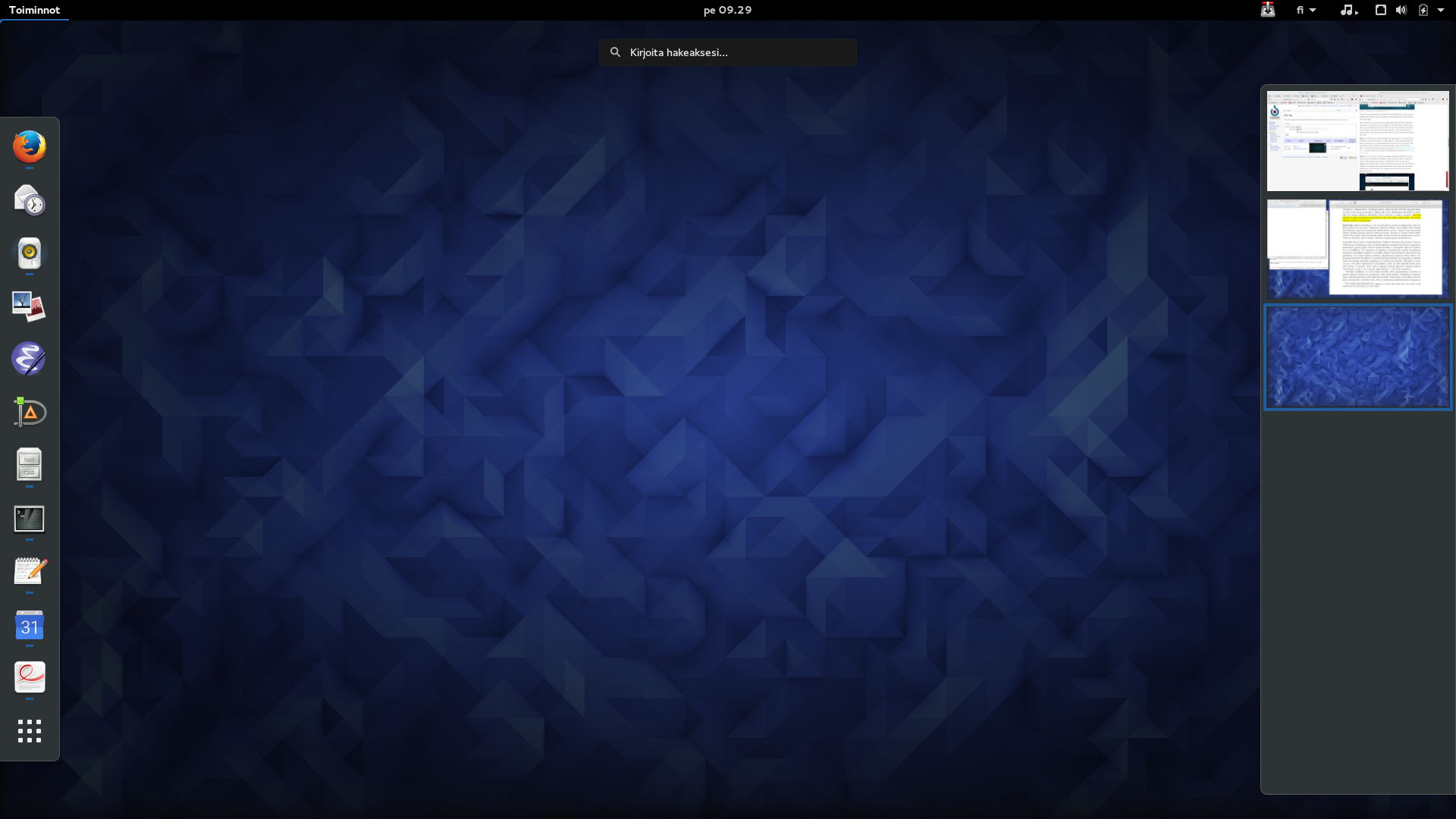
Fedora 23
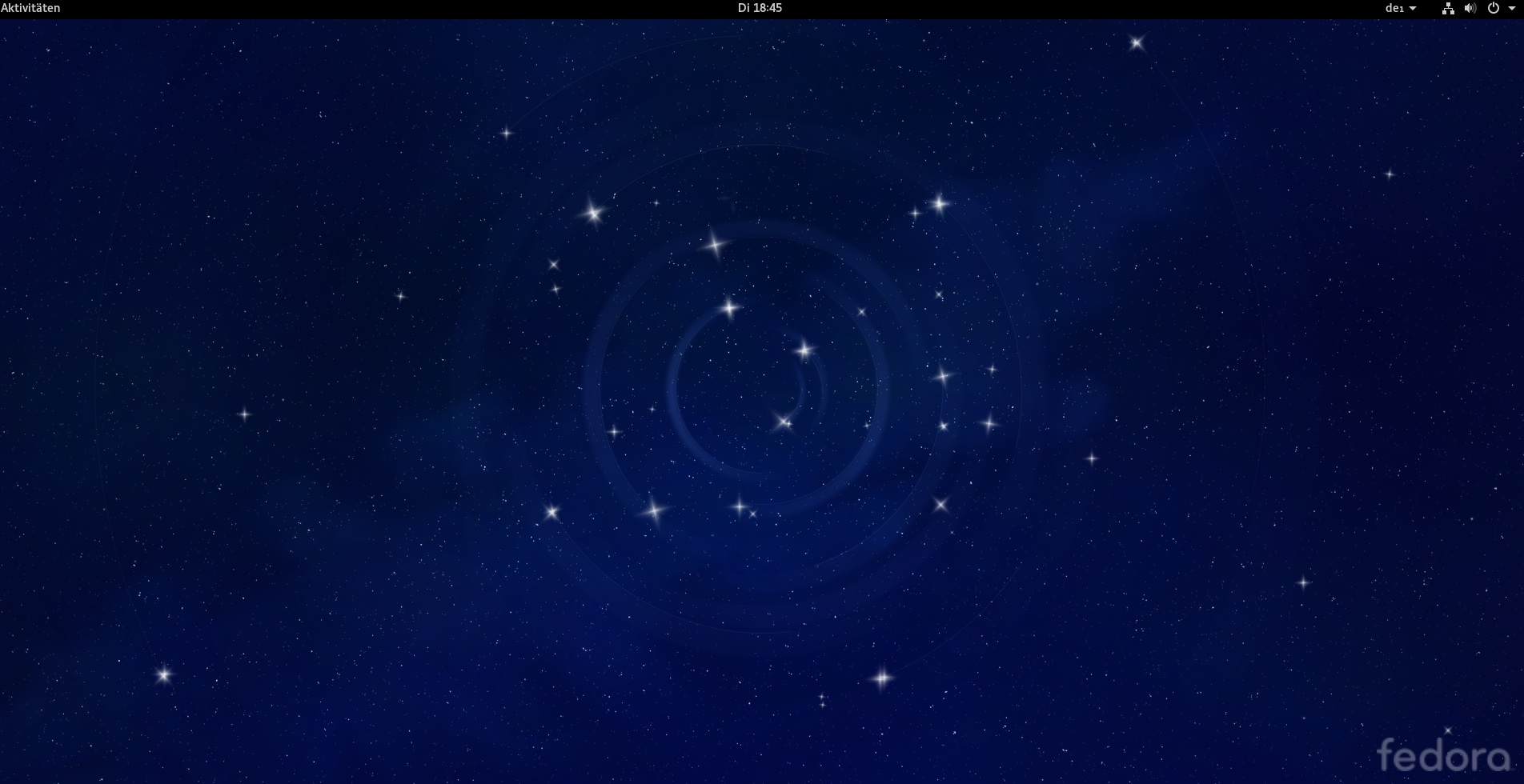
Fedora 24
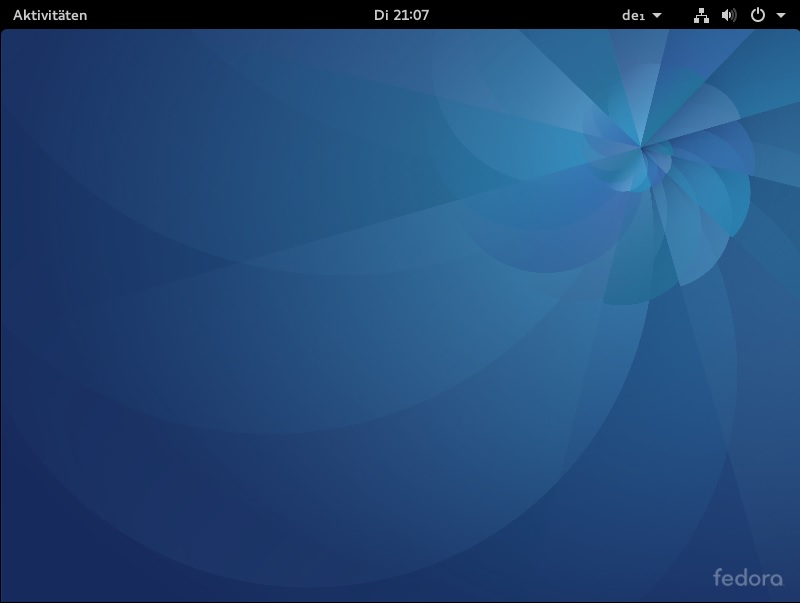
Fedora 25
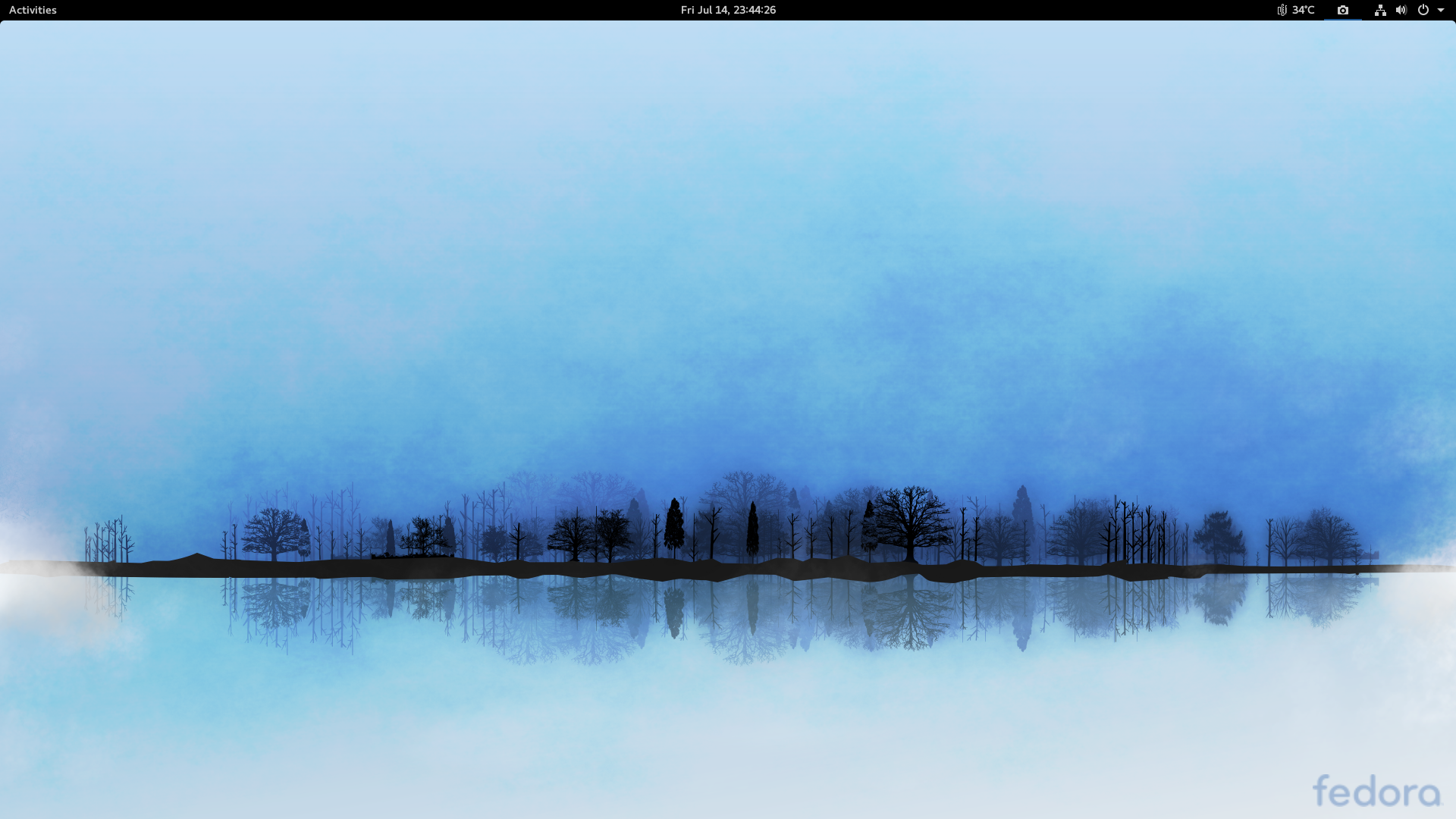
Fedora 26
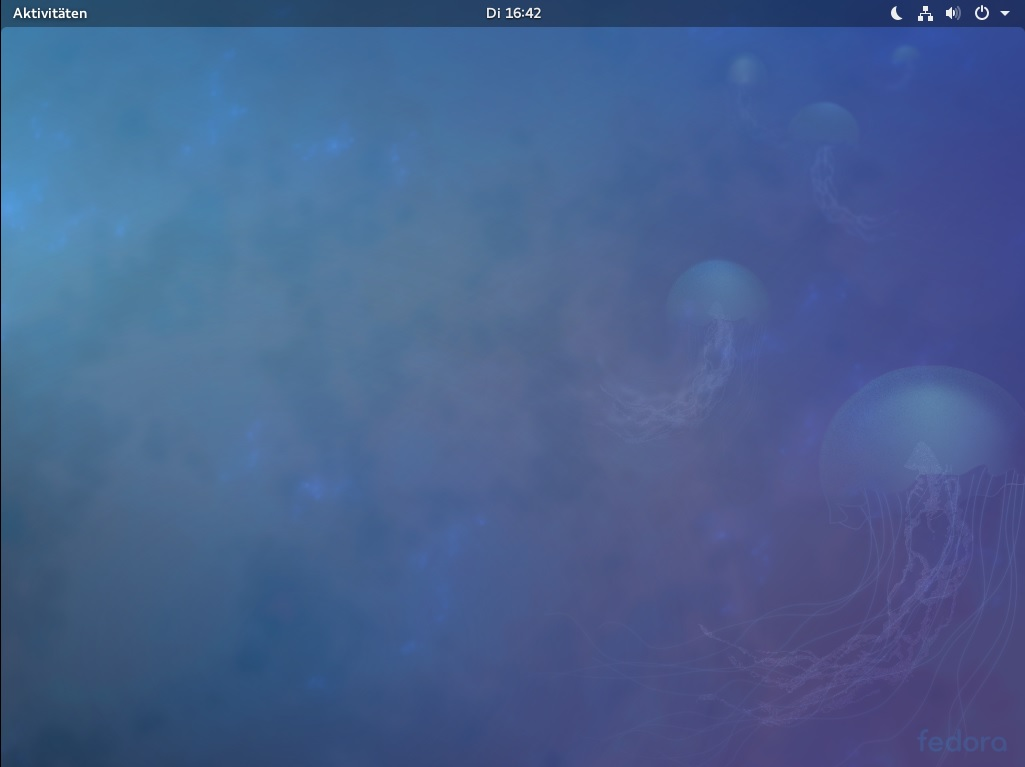
Fedora 27
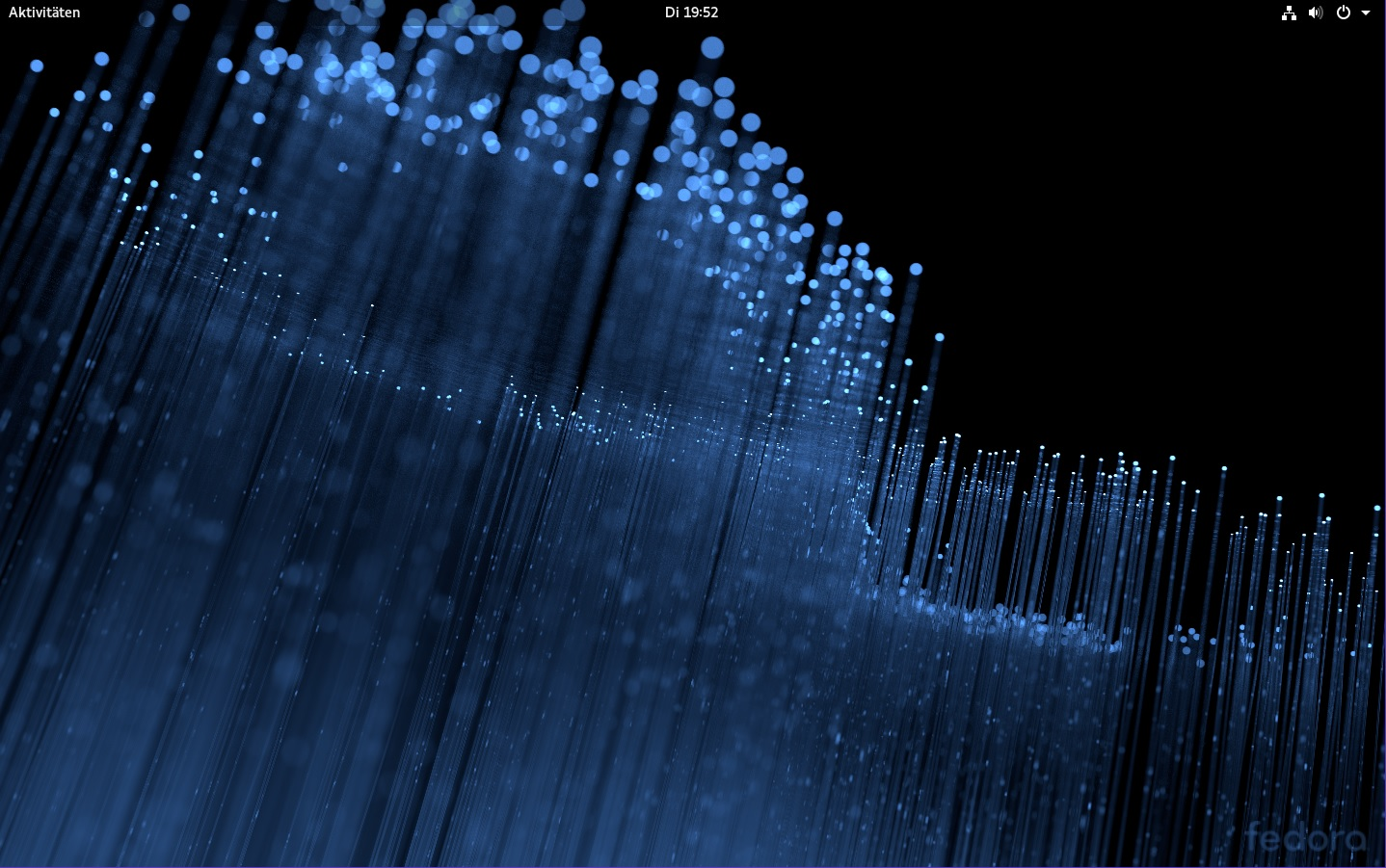
Fedora 28
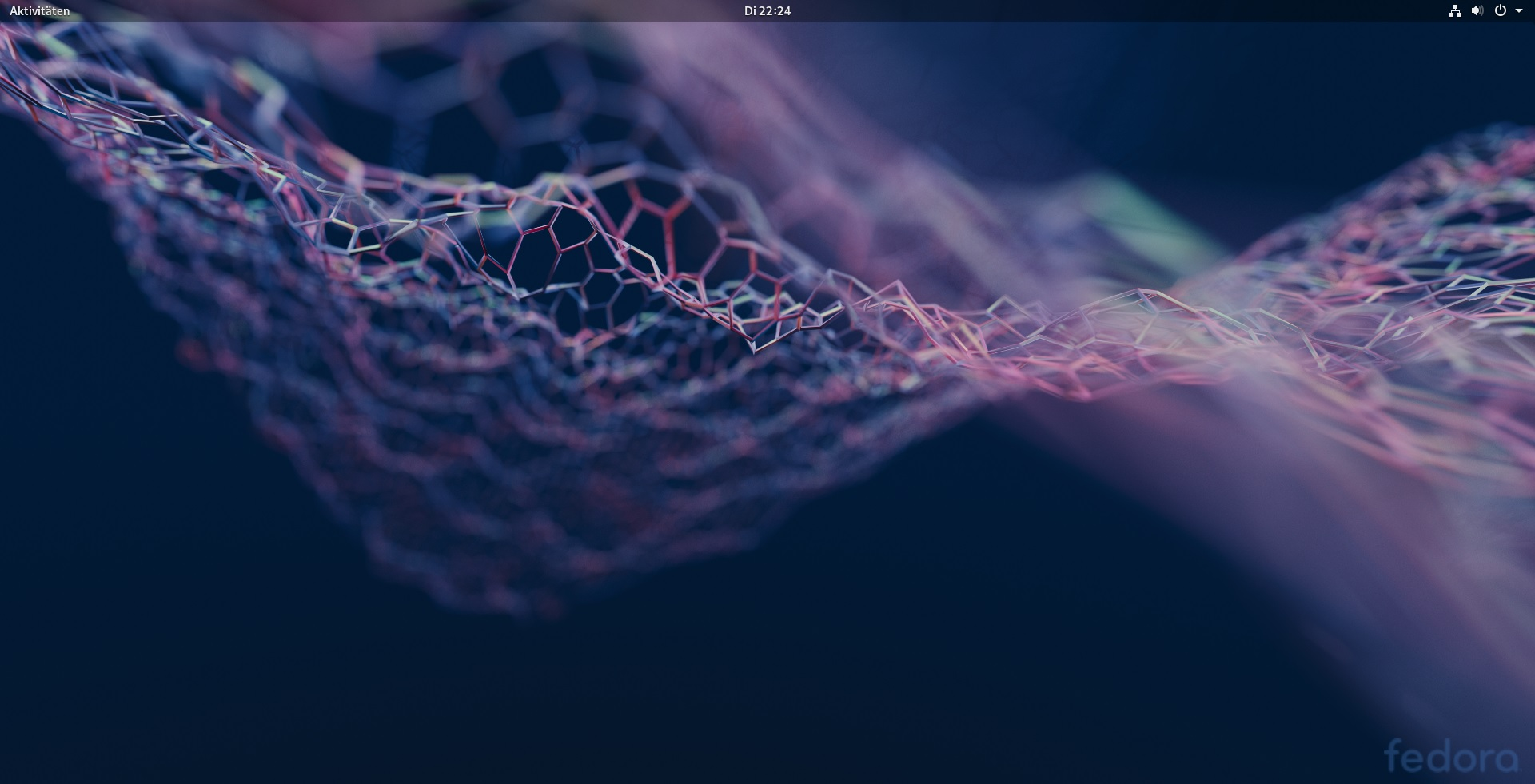
Fedora 29
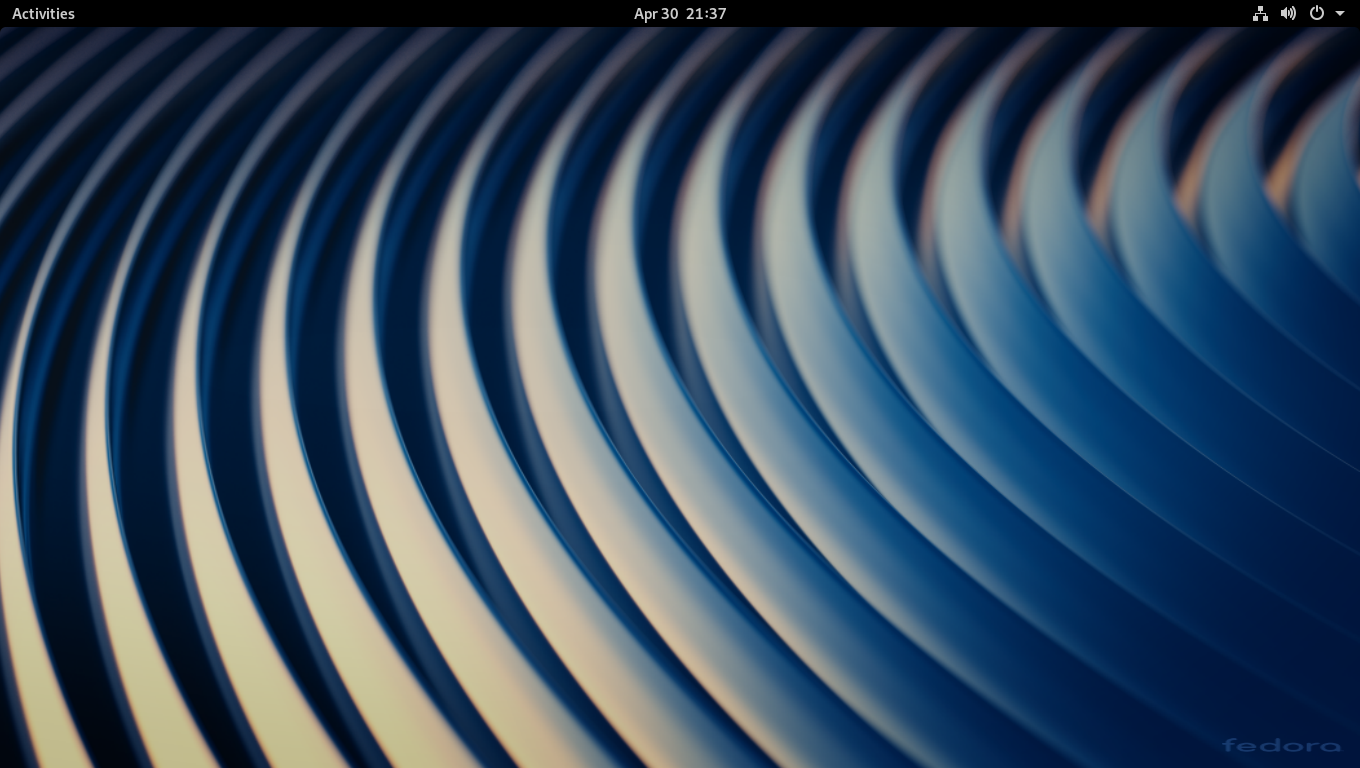
Fedora 30
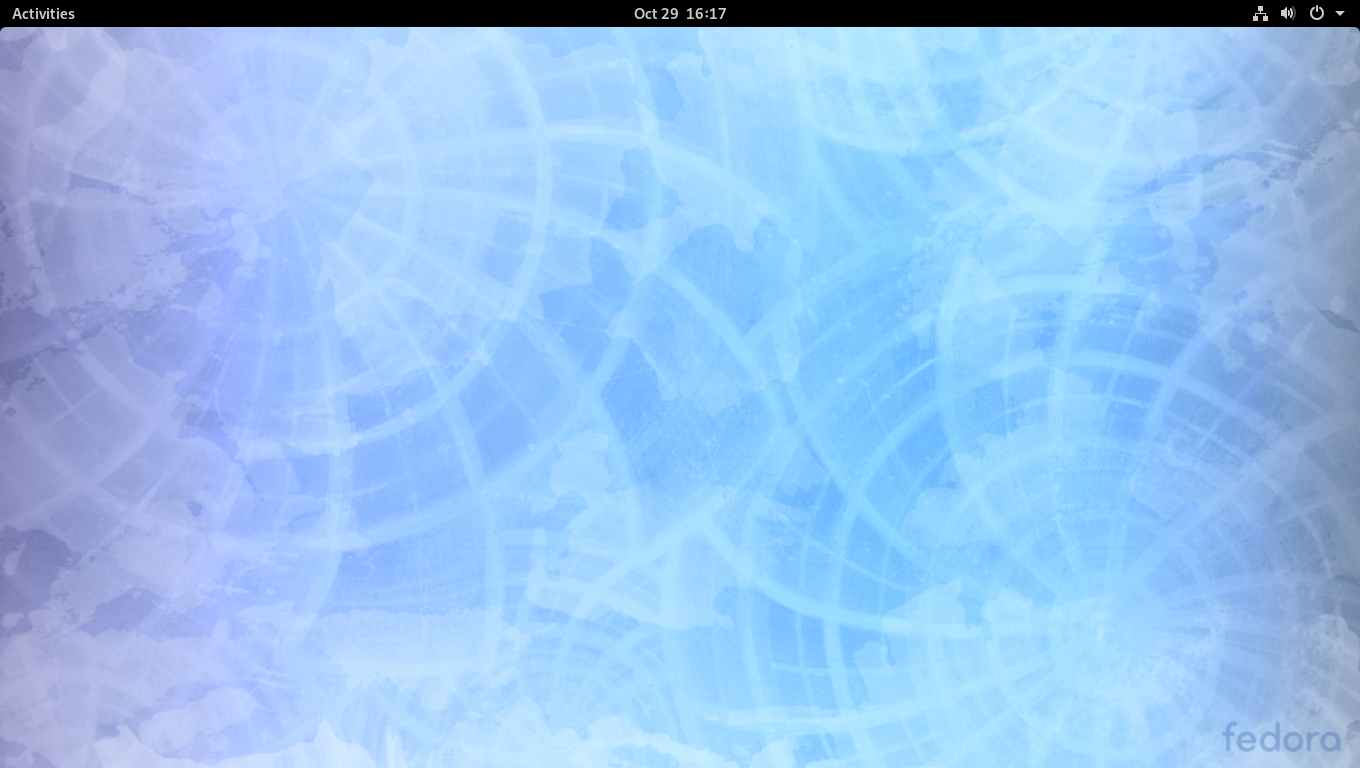
Fedora 31
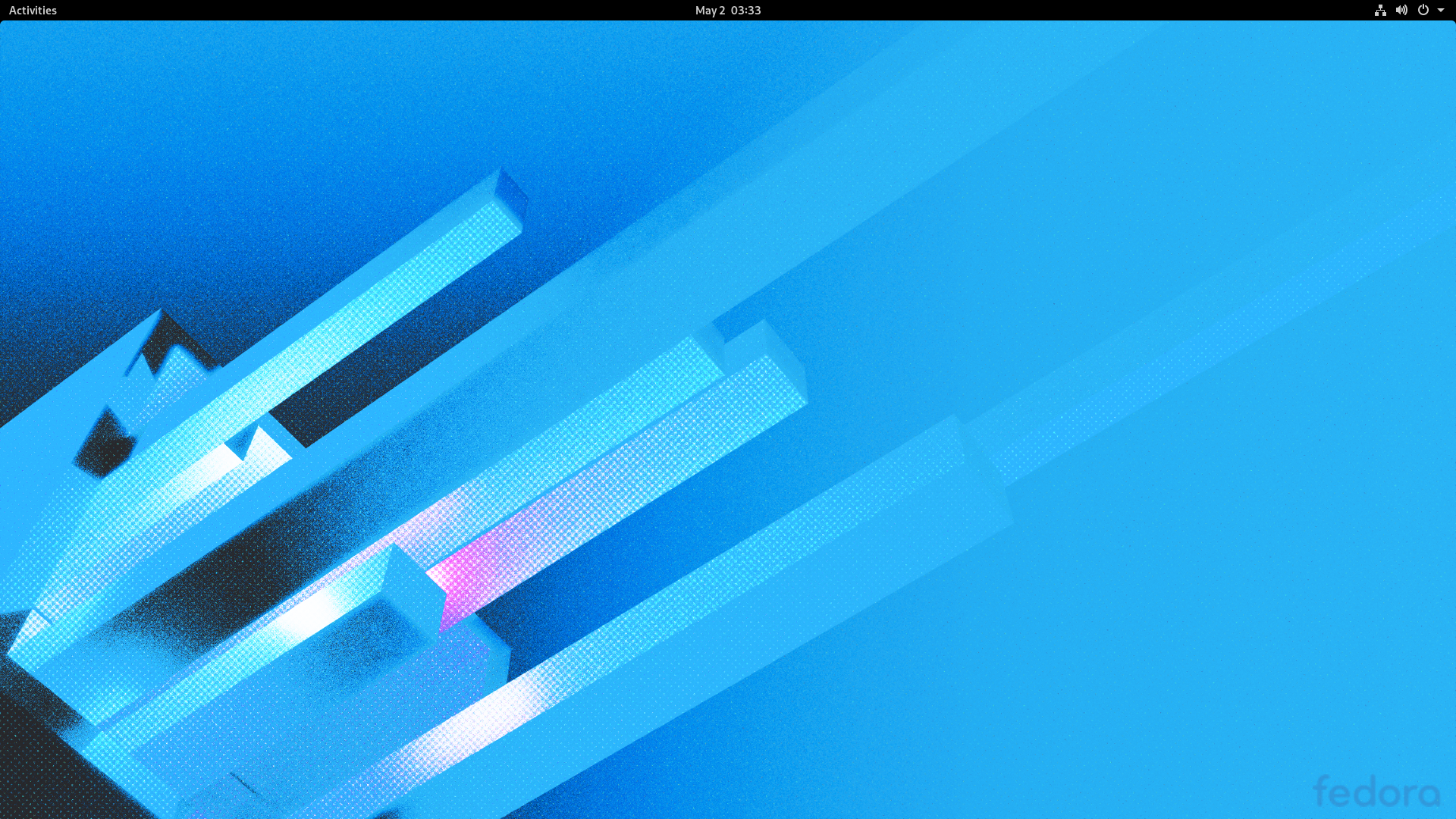
Fedora 32
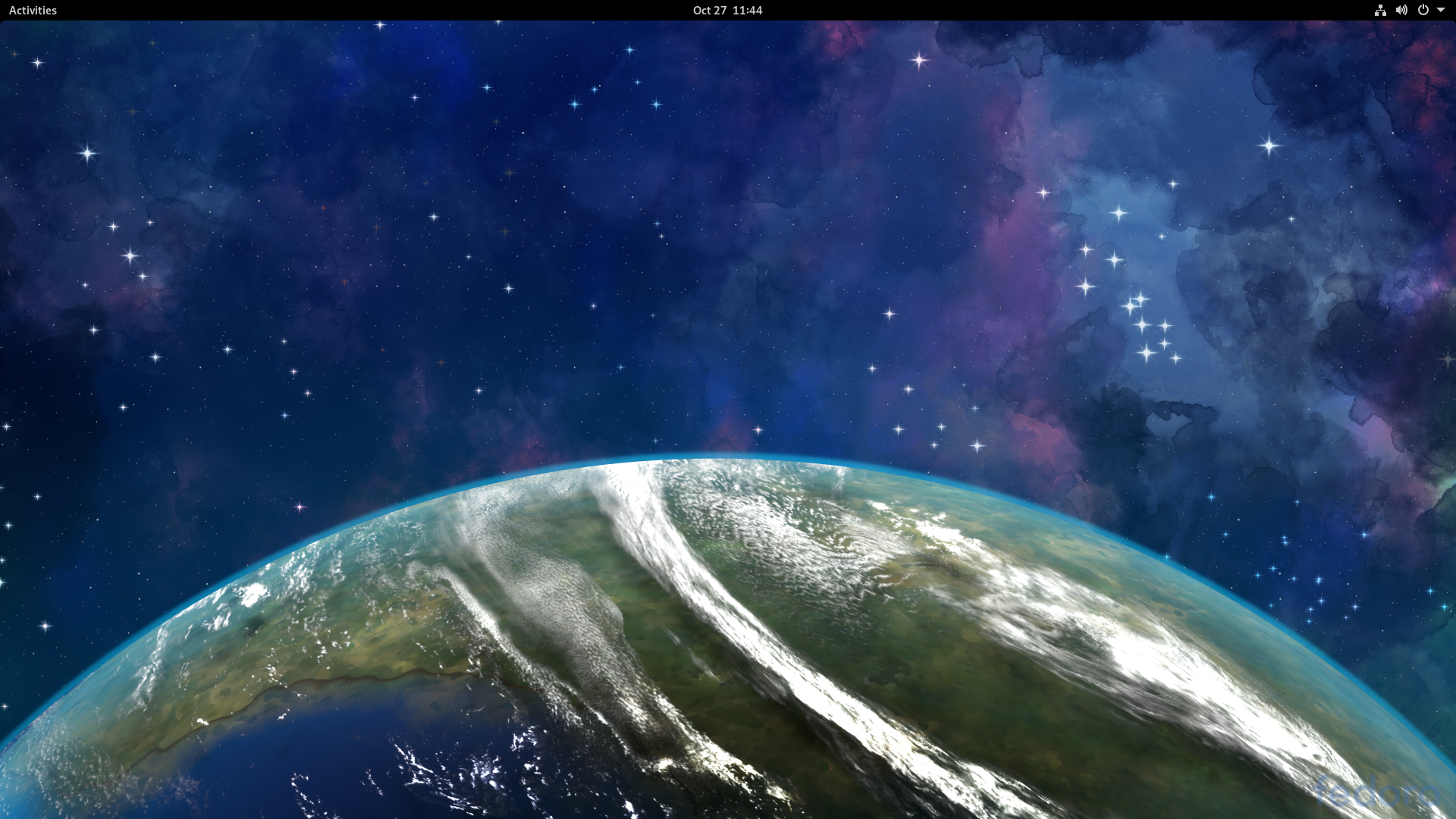
Fedora 33
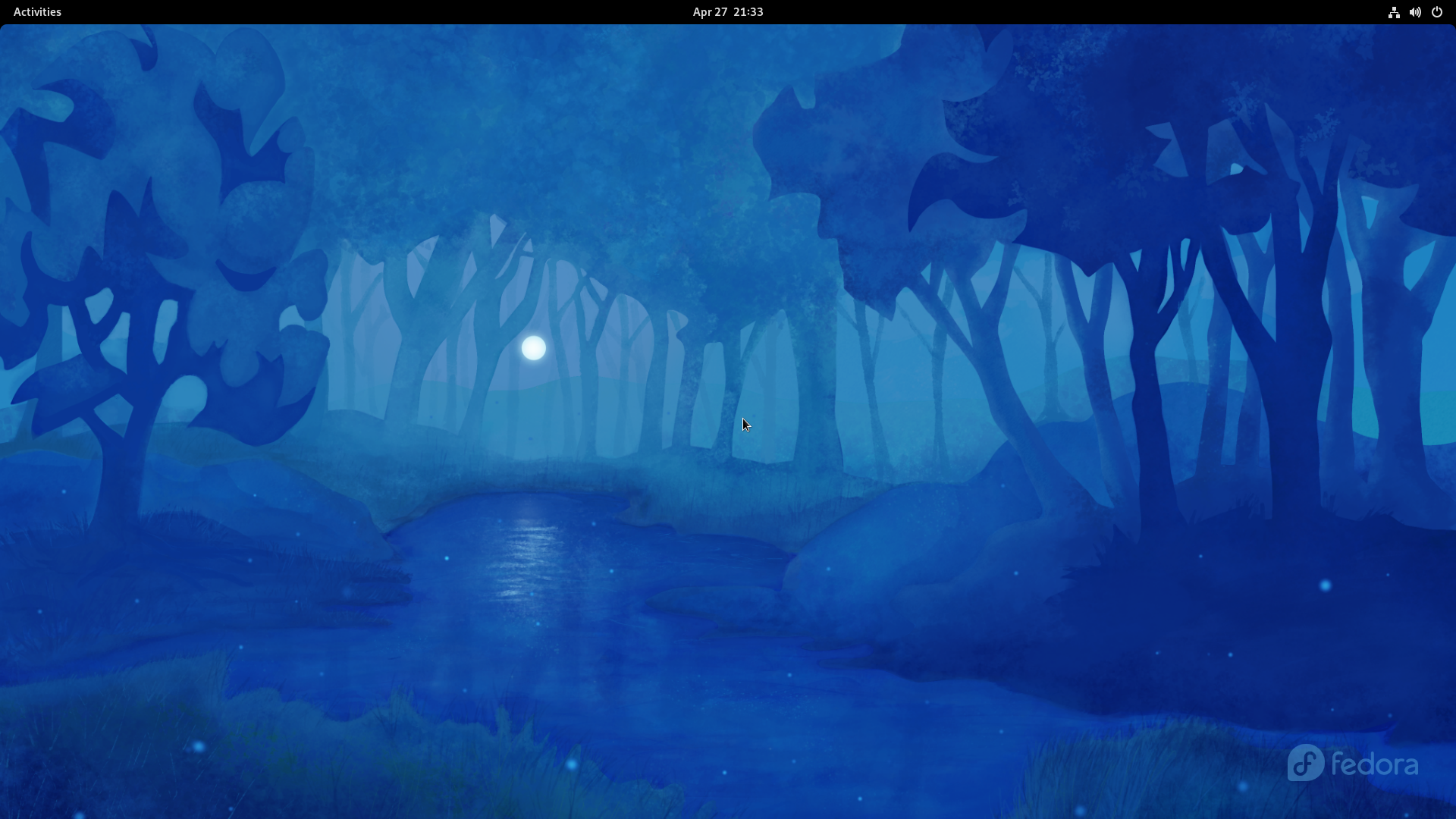
Fedora 34
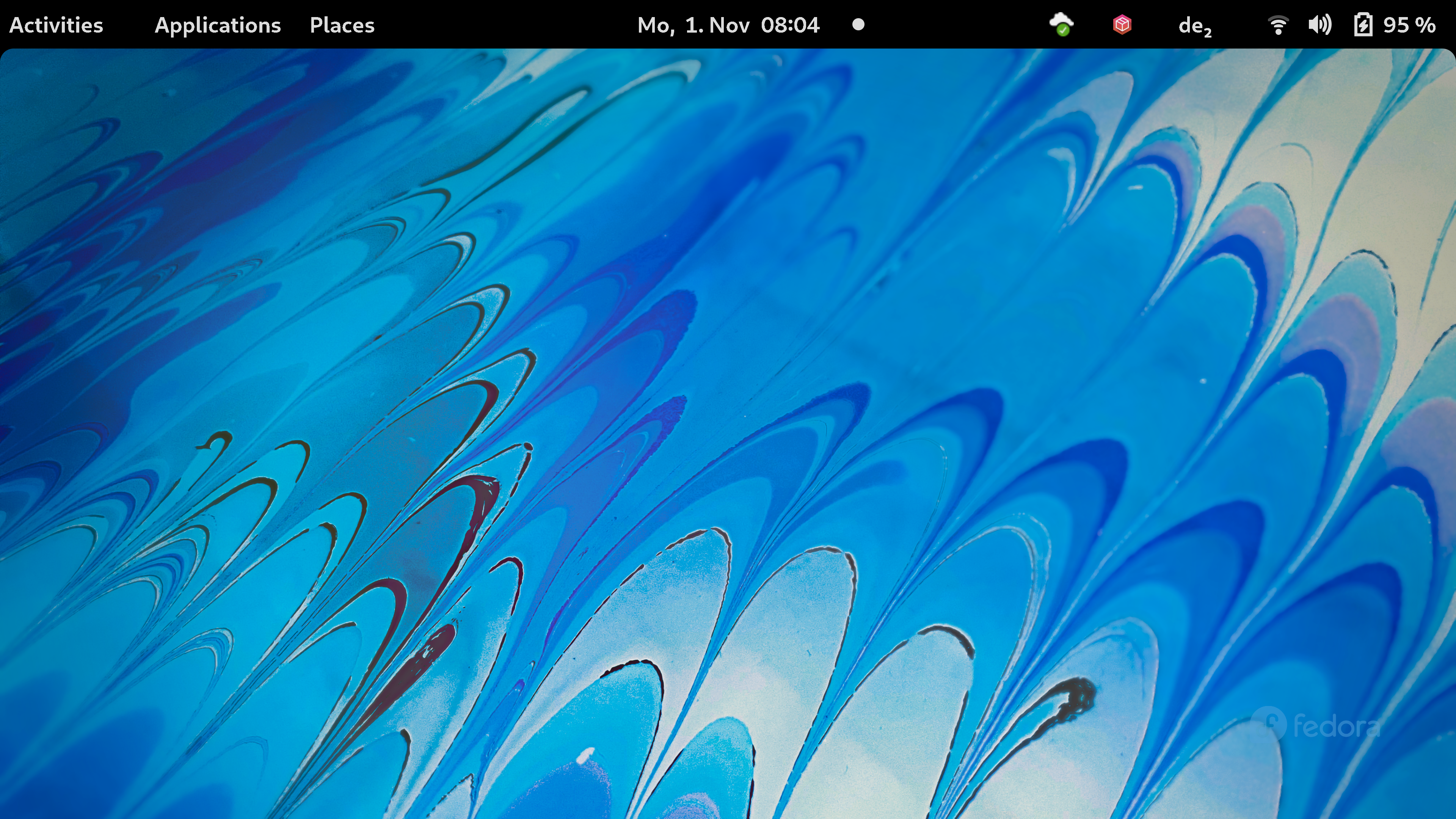
Fedora 35
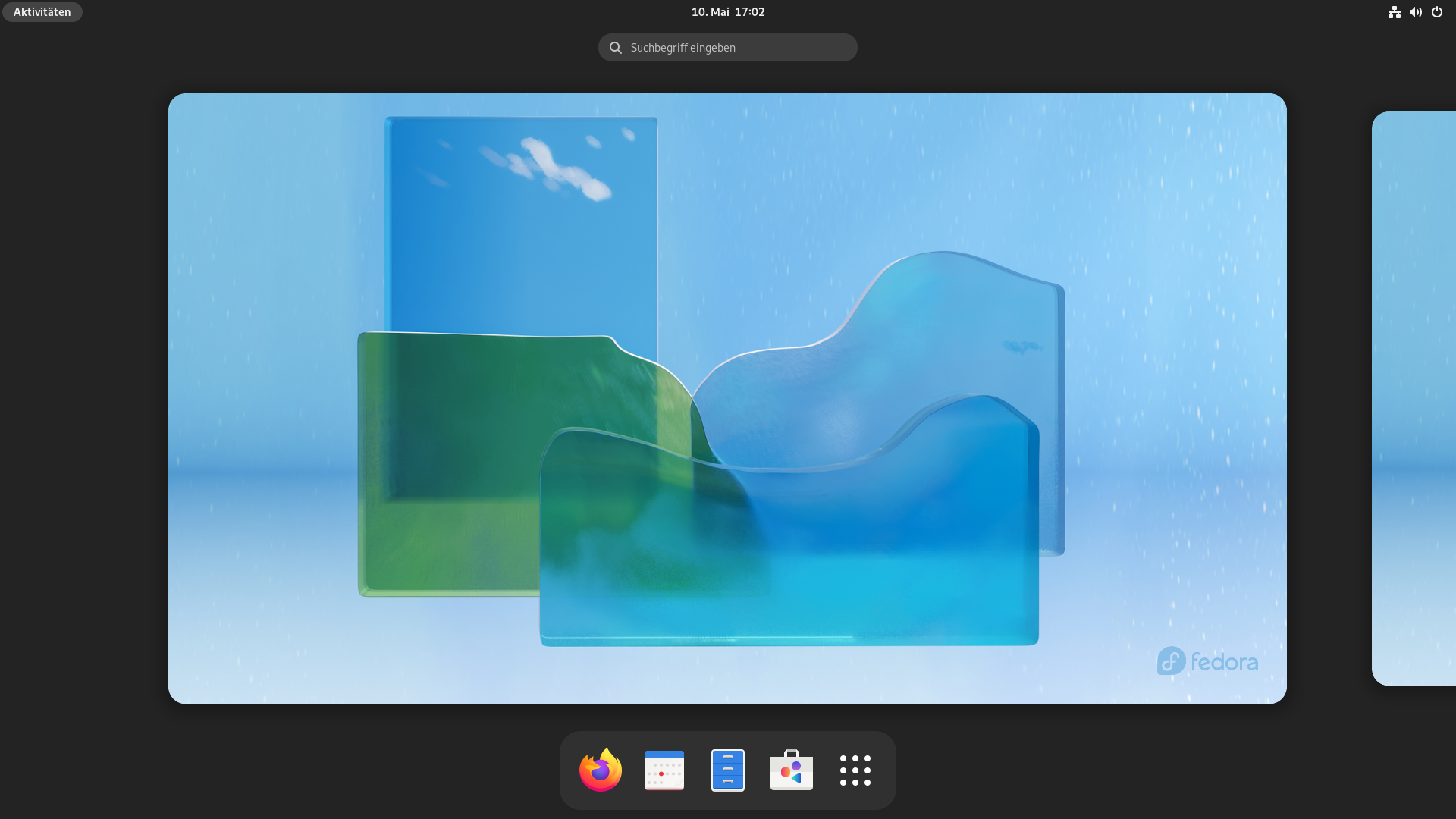
Fedora 36
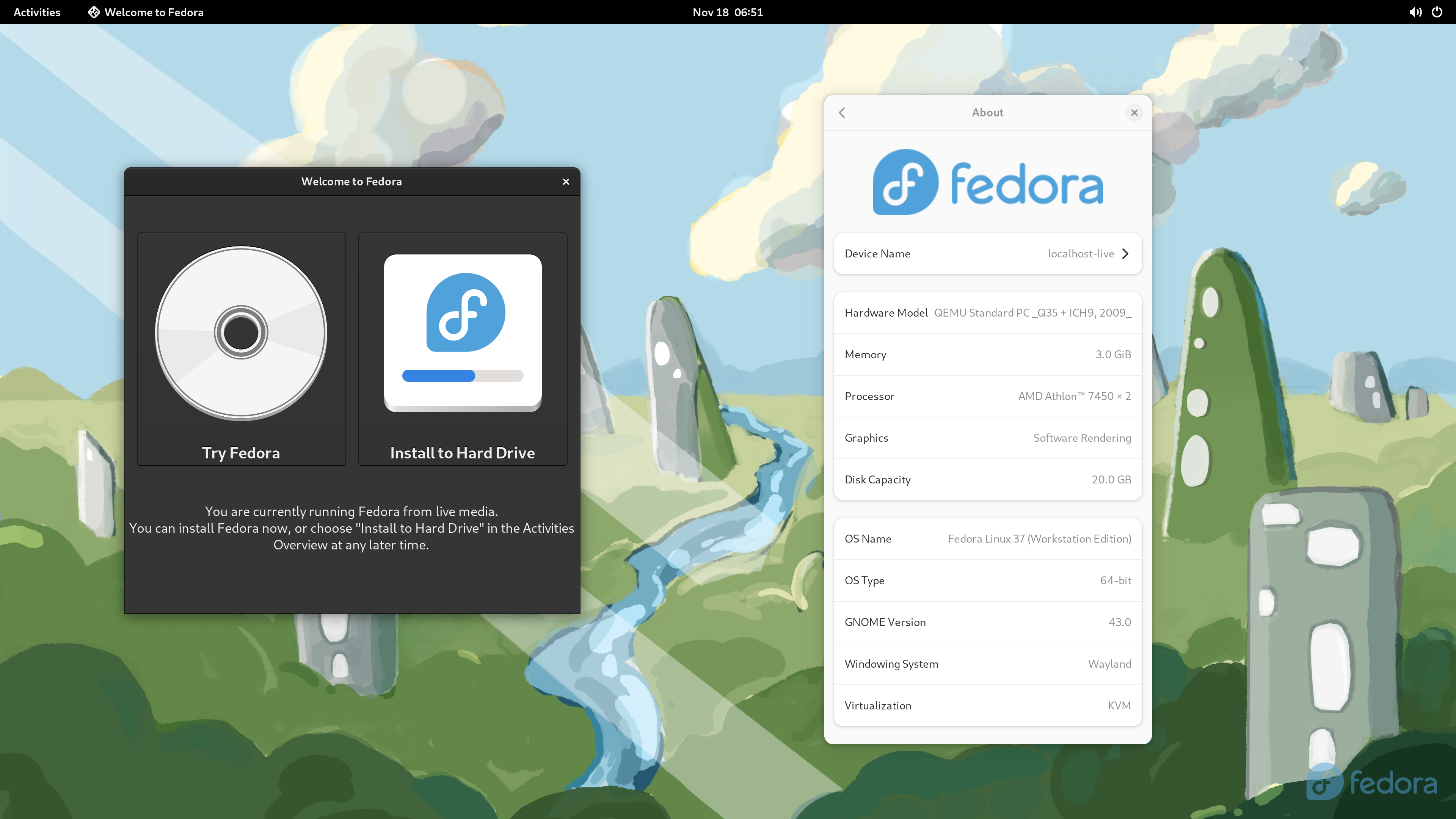
Fedora 37
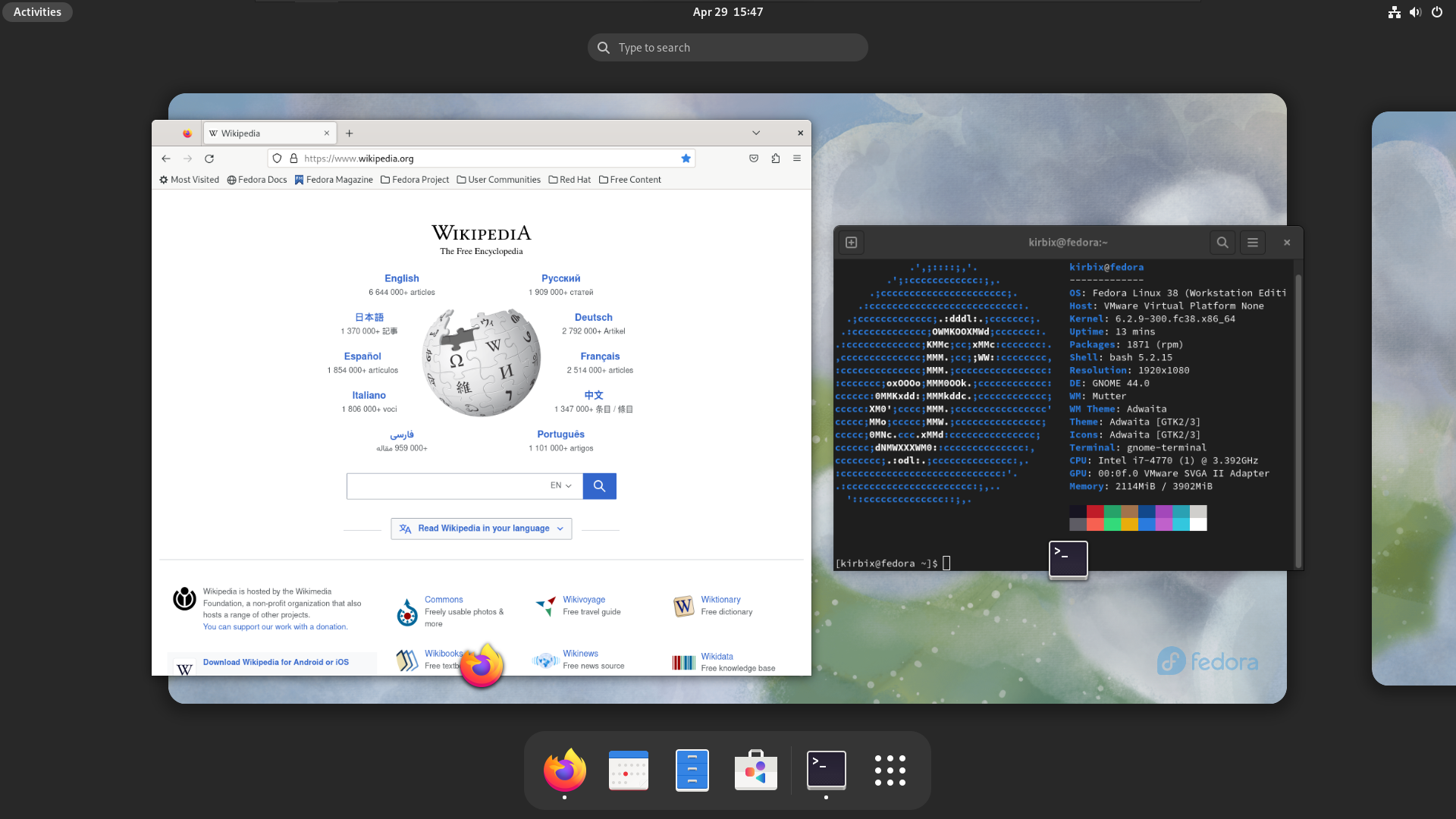
Fedora 38
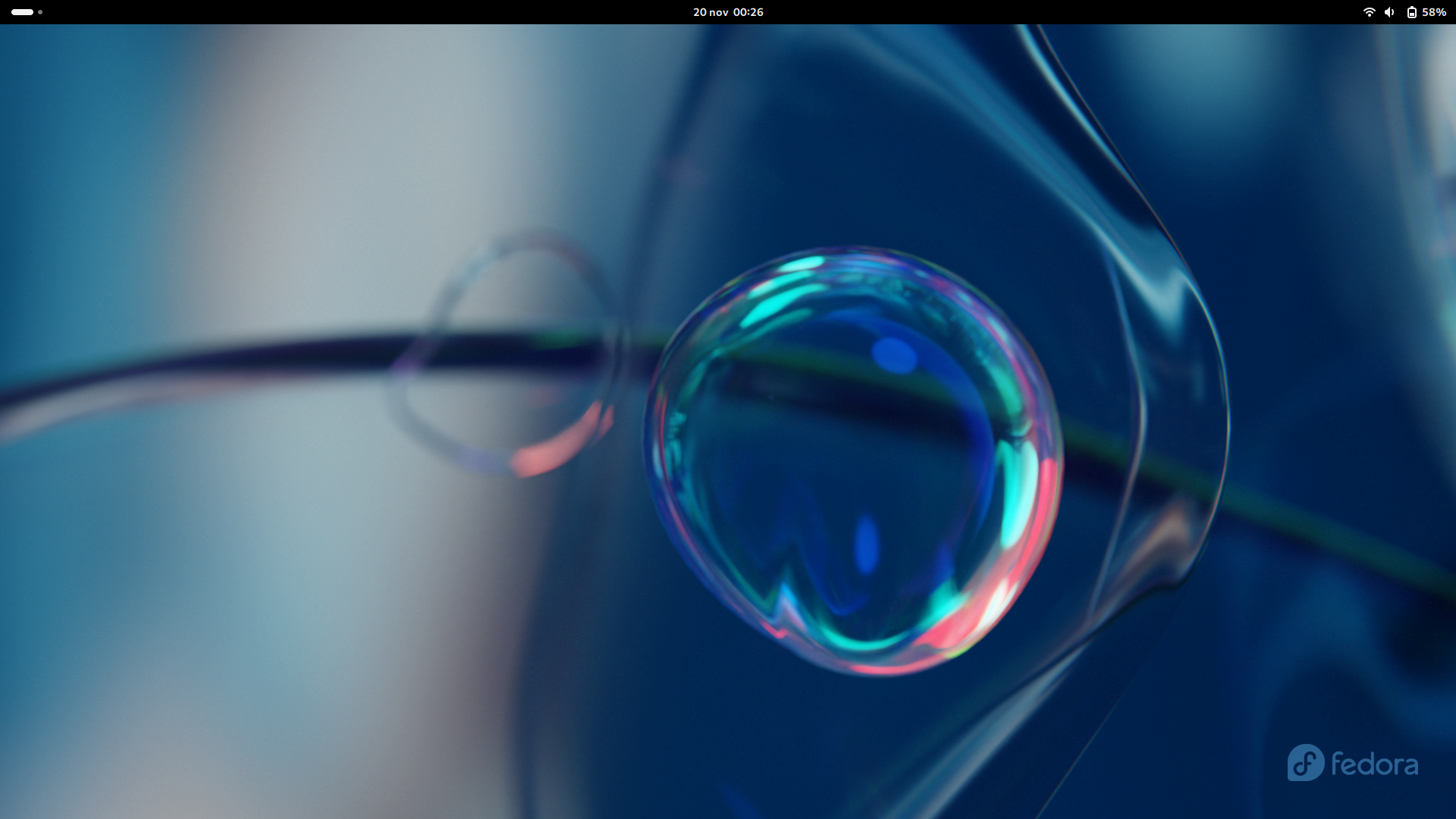
Fedora 39
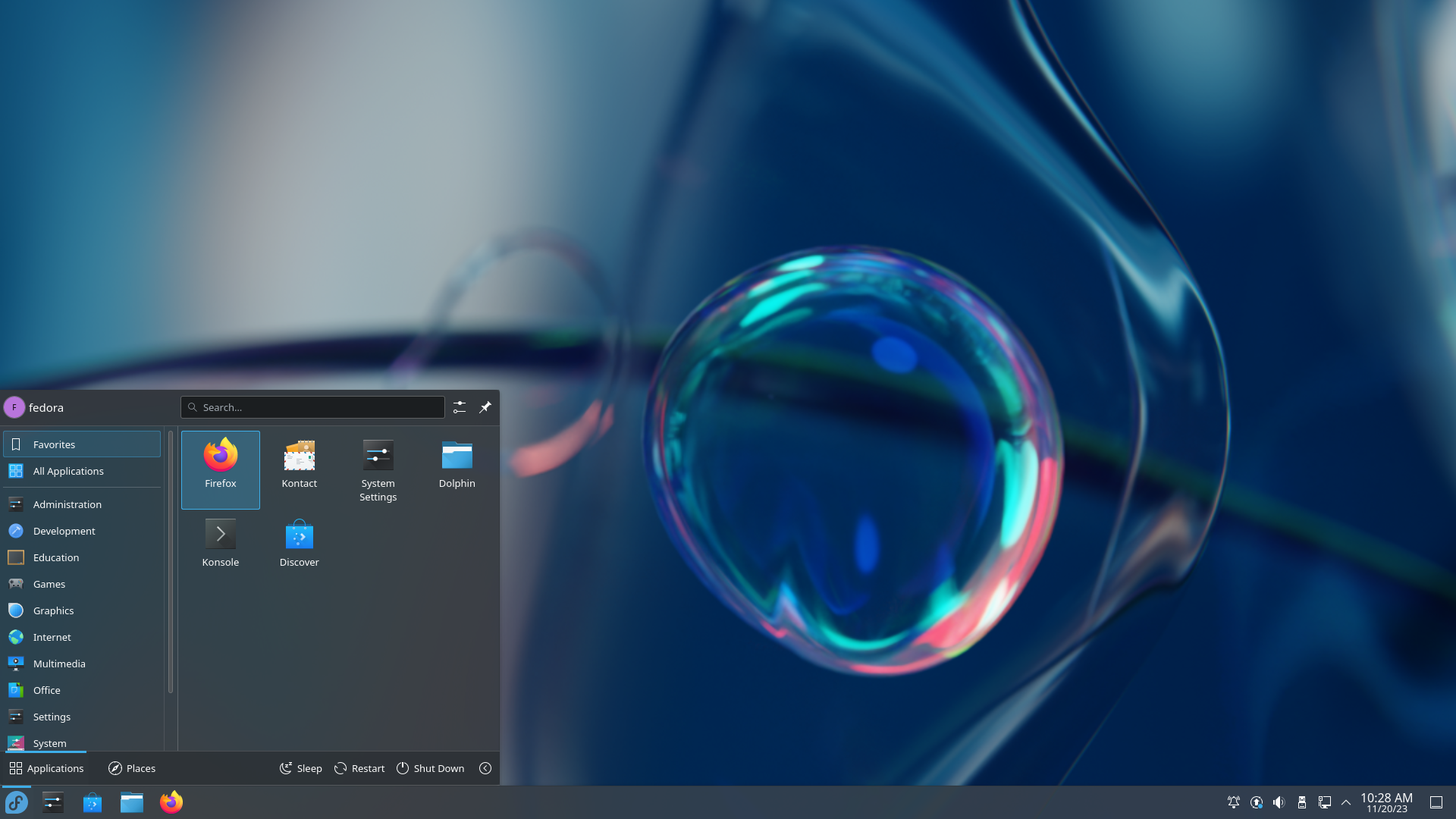
Fedora 39 com KDE
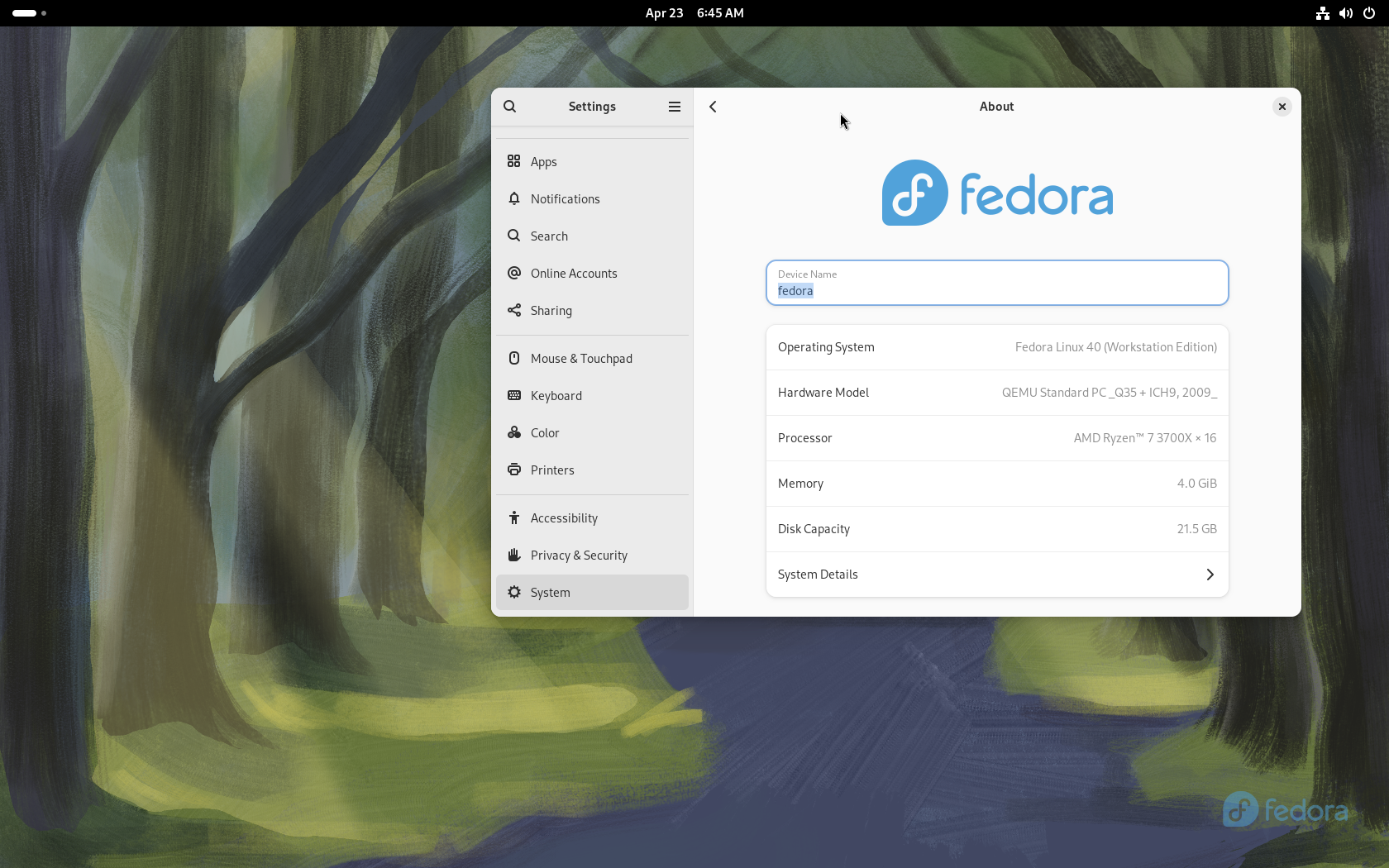
Fedora 40
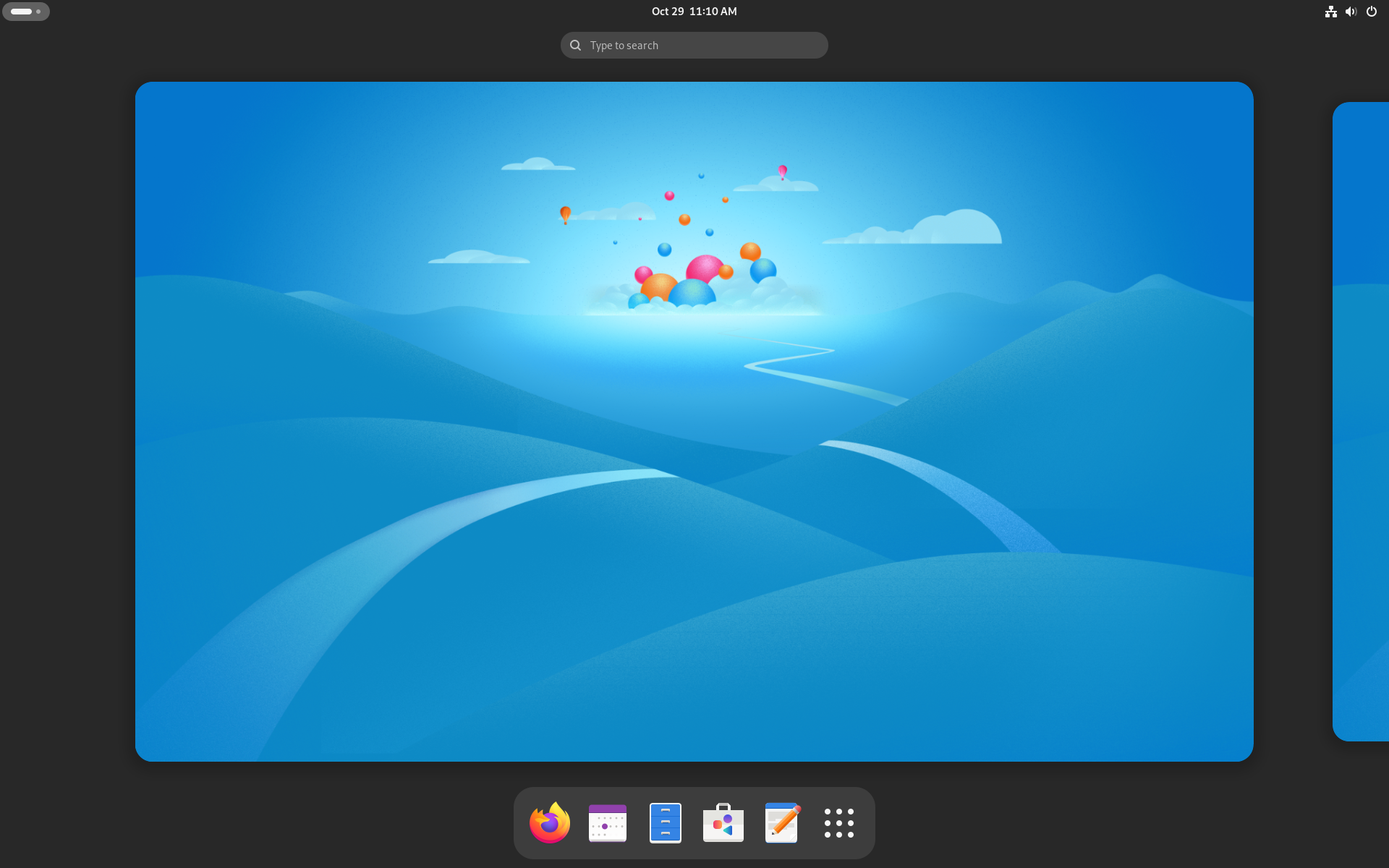
Fedora 41
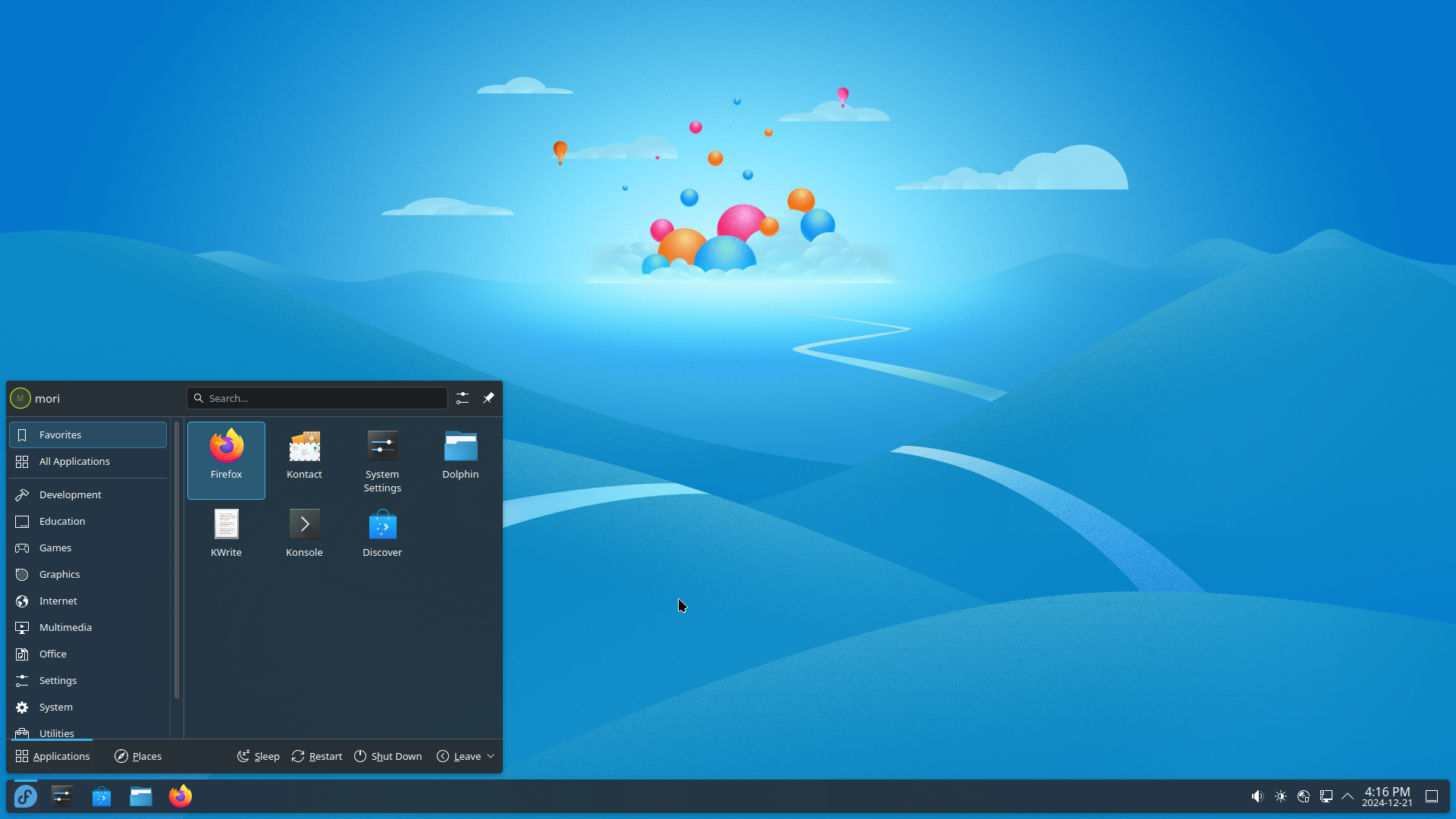
Fedora 41 com KDE